# Stiftskirche (Baden-Baden)
Koordinaten: 48° 45′ 46,6″ N, 8° 14′ 28,3″ O
Die Stiftskirche Liebfrauen ist ein römisch-katholischer Kirchenbau in Baden-Baden, der am Florentinerberg unterhalb des Neuen Schlosses über der Altstadt thront. Zwischen 1391 und 1793 diente der Chorraum als Grablege der Markgrafen von Baden. Patrone sind die Jungfrau Maria und die Apostel Petrus und Paulus.
Mit ihrem rund 68 Meter hohen Turm prägt die Stiftskirche die Silhouette der Kur- und Bäderstadt Baden-Baden. Erstmals 987 urkundlich erwähnt, wurde sie im Laufe der Zeit mehrfach umgebaut, erweitert und überformt. Aus dem 13. Jahrhundert ist der romanische Turmschaft erhalten geblieben, während der Chor und das Langhaus zwischen 1453 und 1474 im spätgotischen Stil erbaut wurden. Die barocken, welschen Turmhauben gehen auf den Wiederaufbau der Stiftskirche nach dem Stadtbrand 1689 zurück. Der Innenraum beherbergt Ausstattungsgegenstände und Kunstschätze verschiedener Epochen. Dazu gehören ein Kruzifix des Niclas Gerhaert van Leyden und ein Sakramentshäuschen aus dem 15. Jahrhundert sowie das prunkvolle Epitaph von Markgraf Ludwig Wilhelm von Baden, genannt „Türkenlouis“, aus dem 18. Jahrhundert.
Die Stiftskirche gilt als ein „Kulturdenkmal von landesgeschichtlich und kunsthistorisch besonderer Bedeutung“. Sie ist das älteste durchgehend genutzte Gebäude der Stadt und liegt als Teilobjekt in der Kernzone des UNESCO-Welterbe-Bezirks in Baden-Baden. Obwohl das 1453 eingerichtete Kollegiatstift 1808 wieder aufgelöst wurde, hat die Bezeichnung als Stiftskirche überdauert. Kirchenbau und Gemeinde gehören heute zur Seelsorgeeinheit Baden-Baden im Dekanat Baden-Baden der Erzdiözese Freiburg.

## Geschichte

### Römerzeit und frühes Mittelalter
Um 75 n. Chr. fassten die Römer die heißen Thermalquellen, die im Oostal am Florentinerberg austraten, und errichteten dort Badeanlagen. In den Jahren darauf wurde der Ort Aquae weiter ausgebaut. Die Fundamente der sogenannten Kaiserbäder sind unter dem Marktplatz erhalten und reichen bis an das nördliche Seitenschiff des heutigen Kirchenbaus heran. Bei Grabungen im Zuge von Renovierungsarbeiten wurden 1967 in der Marienkapelle Mauerreste eines Nebengebäudes freigelegt, das als Sudatorium (Schwitzraum) gedient hat. Weitere Fundamente erstrecken sich unterhalb des Chorraums bis weit in das südliche Seitenschiff. Aus dieser Zeit datieren auch erste Spuren einer religiösen Stätte an diesem Ort. So deuten Ausgrabungen auf die Existenz eines Weihebezirks neben den Bädern hin, unmittelbar nordöstlich und westlich der Kirche gibt es zudem archäologische Hinweise auf Quellheiligtümer.
Steine mit römischen Inschriften wurden im Laufe der Jahrhunderte immer wieder als Baumaterial für die Stiftskirche benutzt. Bis 1804 war am Turm eine auf 197 n. Chr. datierte Ehrentafel für den „Caracalla“ genannten Kaiser Marcus Aurelius Severus Antoninus vermauert, die inzwischen im Stadtmuseum ausgestellt ist. An einem Strebepfeiler der Johannes-Nepomuk-Kapelle ist noch der Grabstein eines Soldaten der damals in Argentorate (Straßburg) stationierten Legio VIII Augusta sichtbar. Dessen Inschrift „VS LEG XIII AVG H F C“ (Veteranus legionis VIII Augustae. Heres faciendum curavit) weist auf seine Genesung in den hiesigen Thermalbädern hin. Den Sarg von Jakob II., der 1808 in die Stiftskirche überführt wurde, setzte man damals unterhalb des Chorraums „auf einem gut erhaltenen römischen Mosaikboden“ in einer Gruft mit Wandbemalung bei.
Im 8. Jahrhundert wurden die Alamannen, die nach dem Abzug der Römer am Oberrhein entlang des Schwarzwalds siedelten, durch irische Mönche christianisiert. Die Thermalbäder gelangten 712 als Besitz an die Reichsabtei Weißenburg im Elsass, von der auch das Peter-und-Paul-Patrozinium der späteren Pfarrkirche herrühren dürfte. Eine „ecclesia […] in loco badon“ wird erstmals 987 in einer Schenkungsurkunde Kaiser Ottos III. an den Grafen Manegold von Nellenburg schriftlich erwähnt. Allerdings ist davon auszugehen, dass bereits zuvor ein Kirchenbau bestanden haben muss, wobei dessen Standort bislang nicht sicher nachweisbar ist. Archäologische Grabungen haben 1967 mehrere frühmittelalterliche Plattengräber unter dem Mittelschiff freigelegt, darunter ein „in situ erhaltene[s] ‚Grab 1‘ – auch als ‚Fürst(inn)engrab‘ bezeichnet“. Daneben trat ein Befund zutage, bei dem es sich „um die Fundamentierung der Westfassade und die Portalschwelle der vorromanische Kirche gehandelt haben könnte“.

### Romanischer Kirchenbau

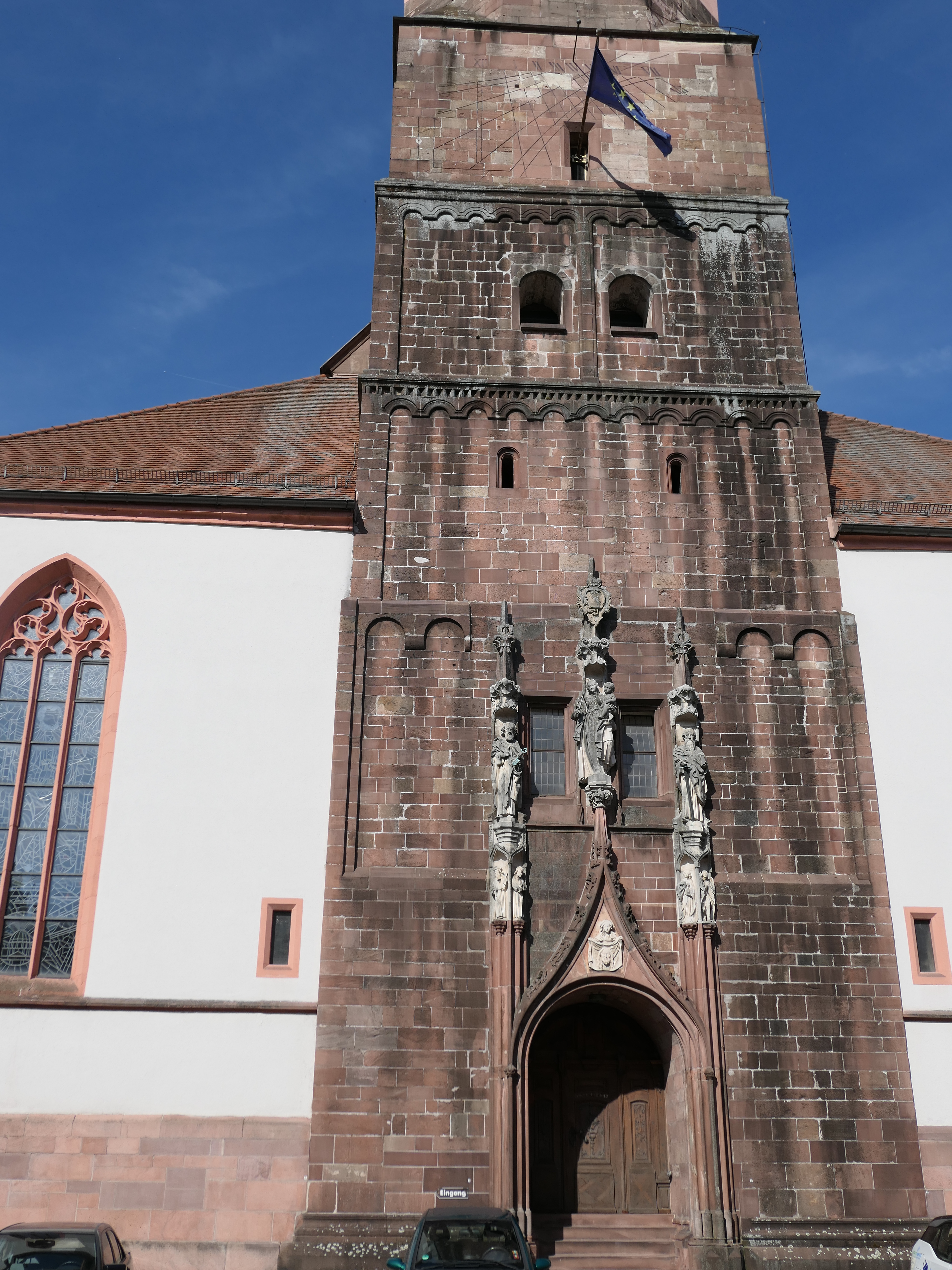
Aus der romanischen Bauperiode ist der Turmschaft mit Rundbogenfriesen erhalten

Um 1100 ließ Hermann II. über dem Oostal die Burg Hohenbaden errichten. Sie diente als Herrschaftssitz der Markgrafen von Baden, die die Geschichte der Kirche fortan maßgeblich mitprägten. Mit der Erhebung Baden-Badens zur Stadt gegen Mitte des 13. Jahrhunderts ging auch der Bau einer neuen, repräsentativen Pfarrkirche am Florentinerberg einher, die als dreischiffige Basilika im romanischen Stil konzipiert war. Davon erhalten sind der viergeschossige Turmschaft aus Rotsandsteinquadern samt Eingangshalle, die unteren Teile des Triumphbogens zwischen Mittelschiff und Chorraum sowie die Ansätze der Seitenschiffarkaden. Daran lassen sich die „beeindruckenden Konturen dieses Baus nachzeichnen, der in seinen grundsätzlichen Dimensionen bereits der heutigen Stiftskirche entsprach“. Das Langhaus wies demnach eine Länge von rund 21 Metern auf.
In der Gründungsurkunde des Zisterzienserinnenklosters Lichtenthal, das 1245 durch Irmengard von Baden gestiftet worden war, findet die Pfarrkirche in Baden-Baden erneut Erwähnung. Darin legten die Markgrafen nicht nur das Kloster als ihre Grablege fest, sondern übertrugen ihm auch die Patronatsrechte an der Pfarrei. Mit einem Teil der zu entrichtenden Pfründe wurde eine Vikariatsstelle finanziert. Für das Jahr 1256 ist das Petrus-Patrozinium der Pfarrkirche erstmals urkundlich bezeugt. 1361 wurde sie in das Bistum Speyer inkorporiert.
Ende des 14. Jahrhunderts entstand auf dem Florentinerberg eine Befestigungsanlage, das spätere Neue Schloss, das bis 1479 die Burg Hohenbaden als Residenz ablöste. Bereits mit dem Tod Rudolfs VII. im Jahr 1391 verlegte die markgräfliche Familie ihre Grablege von der Fürstenkapelle im Kloster Lichtenthal in die Pfarrkirche innerhalb der Stadtmauern von Baden-Baden. 1434 taucht schließlich der heilige Paulus zum ersten Mal als weiterer Patron in der schriftlichen Überlieferung auf.

### Spätgotischer Ausbau zur Stiftskirche
Regierungssitz und Grablege der Markgrafen von Baden lagen sich zur Wende des 15. Jahrhunderts nunmehr gegenüber. Jakob I. erhob daraufhin die Pfarrkirche St. Peter und Paul mit päpstlicher Approbation zum 10. April 1453 zur Stiftskirche. Er erfüllte damit ein Gelübde seines Vaters Bernhard I., der bereits 1431 verstorben war und die Stiftsgründung an seinen Sohn übertragen hatte. Das Kollegiatstift, mit zwölf Kanonikern und zehn Vikariaten ausgestattet, sollte für die Instandhaltung der Gräber sorgen und dessen Mitglieder „dauerhaft für das Seelenheil der verstorbenen Angehörigen des Hauses Baden beten“. Die 1245 gewährten Rechte des Klosters Lichtenthal an den Pfründen der Pfarrkirche erloschen damit.

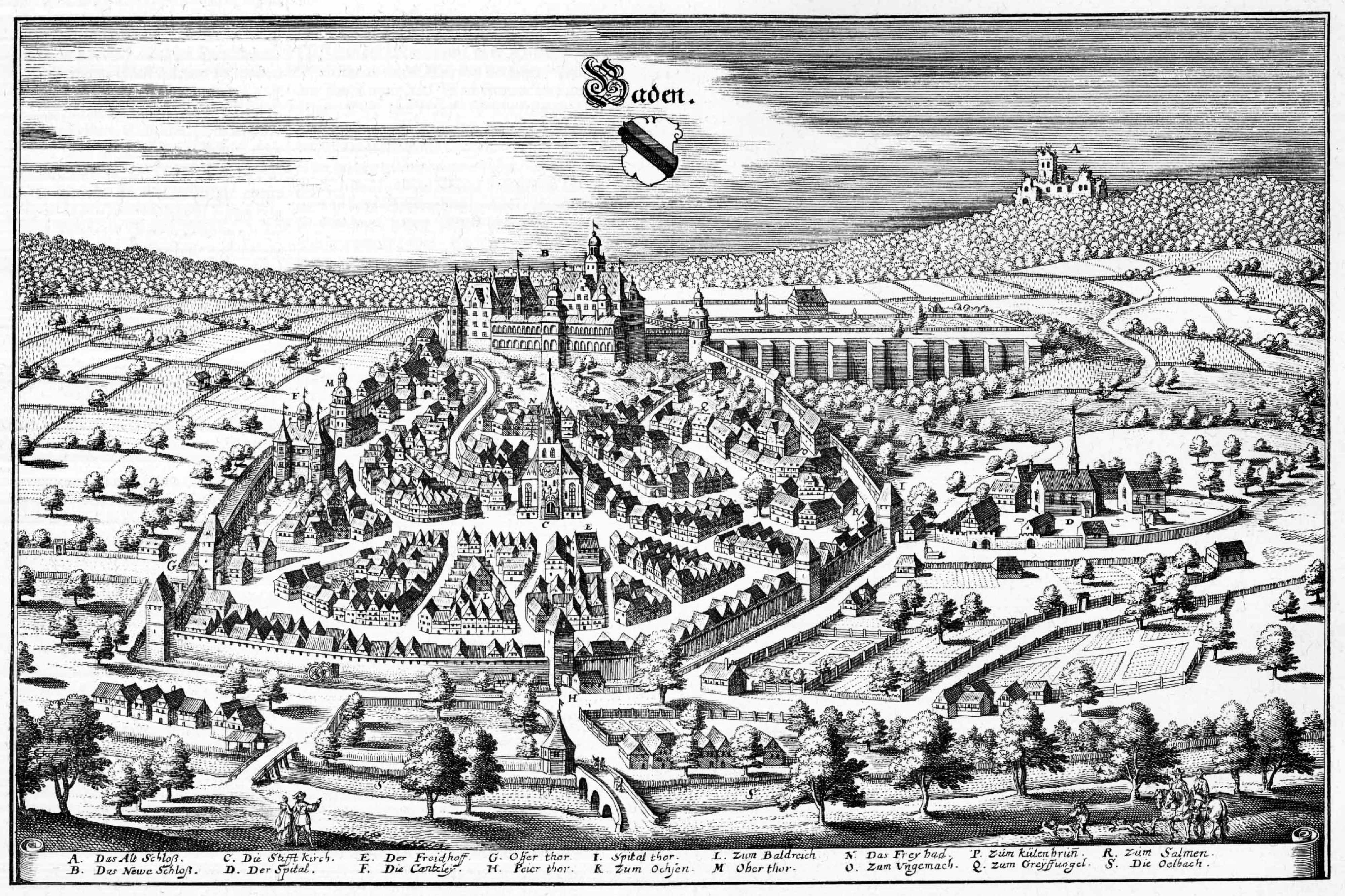
Stiftskirche mit spätgotischem Spitzhelm inmitten der Stadt, Stich von Matthäus Merian, 1643

Die Erweiterung zur Stiftskirche erfolgte in zwei Bauphasen. Zwischen 1453 und 1455 entstand zunächst der Langchor mit vier Jochen in spätgotischer Formensprache. Die Gräber der markgräflichen Familie wurden unter dem Boden eingelassen, später kamen an den Seitenwänden prachtvolle Epitaphe hinzu. Dazwischen installierte man ein Chorgestühl, über den Maßwerkfenstern wurde ein Sterngewölbe eingezogen. Bernhard I. und der im Jahr der Stiftsgründung verstorbene Jakob I. waren die ersten, die in der neuen Grablege ihre letzte Ruhestätte fanden. Rudolf VII. war noch in der romanischen Kirche bestattet worden und wurde später in den Chor umgebettet. Ein Lettner trennte den Chorraum vom Langhaus ab.
Markgraf Karl I. ließ die Bauarbeiten ab 1455 fortführen. Nachdem das romanische Langhaus niedergelegt worden waren, errichtete man an dessen Stelle im Rahmen der zweiten Bauphase eine dreischiffig gestaffelte Hallenkirche. Das Gewölbe entstand ebenfalls in Sternform. Um mehr Platz zu schaffen, wurden die Seitenschiffe bis an die Westfassade des Turms aus dem 13. Jahrhundert herangeführt. Die Marienkapelle schloss 1468 das nördliche Seitenschiff ab. Auch an das südliche Seitenschiff wurde ein Kapellenbau angefügt, darüber richtete man den Kapitelsaal des Kollegiatstifts ein. Dahinter entstand die Sakristei. Bis 1474 wurde schließlich der Turm aufgestockt und in ein achteckiges Glockengeschoss überführt, ein Spitzhelm ersetzte das bisherige Zeltdach. Das Hauptportal in der Westfassade erhielt eine Rahmung mit einem Wimperg, über den man unter anderem die Standfiguren der Kirchenpatrone Petrus, Paulus und Maria gruppierte.
Durch Erbteilung wurde die Markgrafschaft 1535 in die Territorien Baden-Durlach und Baden-Baden aufgespaltet. In dieser Zeit fasste teilweise der Protestantismus in der Gegend Fuß. So wirkten etwa die Reformatoren Franciscus Irenicus und Matthias Erb als Hofprediger an der Stiftskirche, bis 1536 die erste Rekatholisierung einsetzte. Während der oberbadischen Okkupation durch das Haus Baden-Durlach unterstützte deren Regent Georg Friedrich ab 1610 aktiv die Protestanten Baden-Badens, damit sie die Stiftskirche mitnutzen durften. Infolgedessen kam es zu Dauerkonflikten, die 1613 in der Verhaftung der Katholiken und der Entlassung ihres obersten Würdenträgers, Stiftskanoniker Eberhard Häusler, gipfelten. Nach dem Amtsantritt Wilhelms 1622 wurde die Markgrafschaft Baden-Baden erneut rekatholisiert. Ab 1624 waren die Kapuziner für die Sonntagspredigt verantwortlich, die Jesuiten kamen ab 1640 hinzu.

### Barocker Wiederaufbau und Auflösung des Stifts

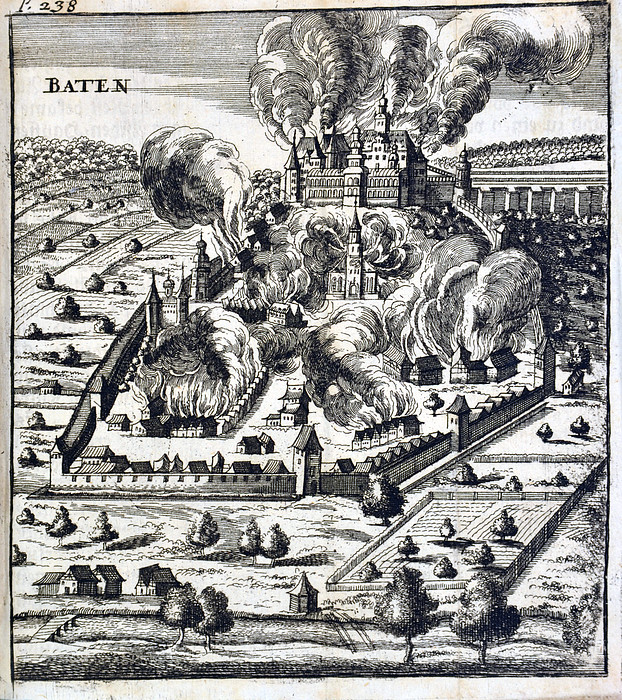
Illustration des Stadtbrands 1689 mit in Flammen stehender Stiftskirche, Stich von 1691

Der Pfälzische Erbfolgekrieg bedeutete für Baden-Baden einen Einschnitt. Am 24. August 1689, dem Bartholomäustag, legten französische Truppen Feuer in der Stadt. Die Stiftskirche trug dabei schwere Schäden davon. Dachstuhl und Turm brannten aus, die Hitze ließ sogar die Glocken schmelzen. Die Langhausgewölbe stürzten ein, was weite Teile der spätgotischen Ausstattung samt der Glasmalereien in den Maßwerkfenstern zerstörte. Das Gewölbe über dem Chorraum blieb hingegen intakt und beschützte die Grablege mit den Epitaphen. Auch das Sakramentshäuschen von 1490 überstand das Feuer unversehrt.
Der Wiederaufbau der Stadt ging schleppend voran, zumal Markgraf Ludwig Wilhelm in dieser Zeit weit von der Heimat entfernt die kaiserlichen Truppen in den Türkenkriegen befehligte und 1705 seine Residenz ins neue Rastatter Schloss verlegte. So erhielt der Chor der Stiftskirche erst 1697 bis 1698 seinen Dachstuhl zurück. Hofbaumeister Johann Michael Ludwig Rohrer leitete die Wiederherstellung des Turms, die zwischen 1712 und 1713 andauerte. Über dem Glockengeschoss wurde zunächst ein weiteres Stockwerk mit Schallläden angefügt. Darüber setzte man drei Laternen mit welschen Hauben, die dem Turm seine barocke Gestalt verliehen. Die Spitze krönte fortan eine vergoldete Petrusfigur mit Strahlenkranz und Schlüssel.
In den Folgejahren wurde die übrige Bausubstanz gesichert, sodass 1752 bis 1753 unter Johann Peter Ernst Rohrer das Langhaus wieder aufgebaut werden konnte. Dabei entschied man sich im Sinne der Zeit für ein Tonnengewölbe mit Stichkappen. Der Innenraum wurde durch Johannes Schütz, der der Wessobrunner Schule angehörte, reichlich stuckiert und weiß getüncht. Über dem Triumphbogen zwischen Mittelschiff und Chor installierte man eine große Wappenkartusche. Markgraf Ludwig Georg finanzierte die Bauarbeiten weitgehend aus seinem Privatvermögen, darunter auch das Epitaph für seinen 1707 verstorbenen Vater Ludwig Wilhelm. Ausstattungsgegenstände wie der dem heiligen Georg geweihte Altar sowie die Seitenaltäre und Kanzel setzten farbenfrohe Akzente. Zudem wurde ein neues Chorgestühl angeschafft. Hofschreiner Martin Eigler zeichnete für zahlreiche Schreinerarbeiten verantwortlich. So schuf er unter anderem das Langhausgestühl mit seinen kunstvoll verzierten Wangen, den Orgelprospekt, die Emporenumfassung und die Portaltüren. Zuletzt wurde der Figurenschmuck über dem Wimperg teilweise erneuert.
Ab 1730 errichtete man die Stiftsherrenhäuser an der Südseite der Kirche, an der Schloßstraße entstand die Stiftspropstei, die später zeitweise als Pfarrhaus diente. Aufgrund des früheren Kollegiatstifts ist die Schulstiftung des Landes Baden-Württemberg für den Bereich des Chorraums nach wie vor baupflichtig. Mit dem Tod August Georgs am 21. Oktober 1771, des letzten Markgrafen der Linie Baden-Baden, verlor das Kollegiatstift seine Funktion. Um 1800 wurde es zwar in ein Schulstift umgewandelt, doch nachdem das Lyzeum nach Rastatt verlegt worden war, wurde es schließlich 1808 auch formell aufgelöst. Die Kirche kam 1821 zum neu gegründeten Erzbistum Freiburg.

### Regotisierung in den 1860er Jahren

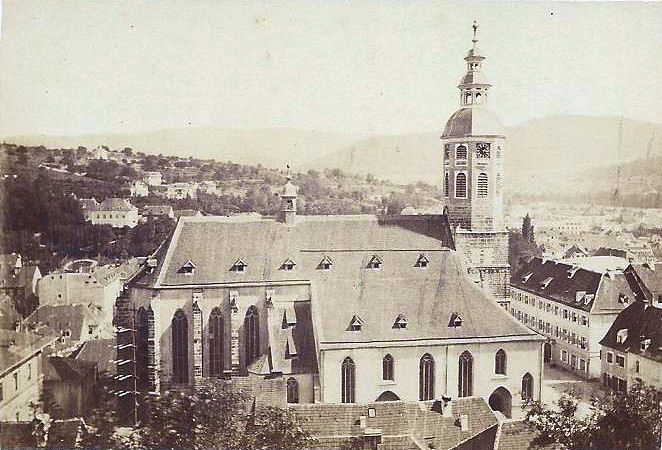
Stiftskirche von Norden vor Einbau der Obergadenfenster in den 1860er Jahren, Foto von Henri-Charles Plaut

Zwischen 1861 und 1864 erhielt die Stiftskirche eine Überarbeitung ihrer äußerlichen Baugestalt, in deren Zuge man eine Turmuhr mit fünf großen Zifferblättern anschaffte. Die Dächer über den Seitenschiffen wurden 1865 flacher angesetzt, um im Obergaden des Mittelschiffs zusätzliche Rundfenster einzulassen. Laut Architekt Ludwig Lang sollte der Kirche so ein besseres Aussehen und dem Innenraum mehr Licht gegeben werden. Der Stuck aus der Barockzeit an Wänden und Decken musste weichen, über dem Mittelschiff zog man wieder Gewölberippen in Sternform ein, die optisch an die Architektur des 15. Jahrhunderts anknüpfen sollten.
Bis 1867 vereinheitlichte man die Ausstattung im neugotischen Stil, um der „romantischen Vorstellung von der Gesamtwirkung eines mittelalterlichen Interieurs“ zu entsprechen. In diesem Zuge fertigte Johann Baptist Belzer fünf Altäre an, die ihre barocken Vorgänger ersetzten. Blickfang war der Hochaltar in der Apsis, der gotische Architekturelemente aufgriff und Apostelfiguren sowie ein Kreuz zeigte. An der Südseite des Triumphbogens stand fortan eine Kanzel, die die Formensprache des gegenüberliegenden Sakramentshäuschens aufnahm. Die Wandflächen wurden teilweise bemalt, die Maßwerkfenster erhielten eine neugotische Glasgestaltung. Unter dem Langhaus verlegte man zudem eine Fußbodenheizung, durch die heißes Thermalwasser floss. Die Gasbeleuchtung des Innenraums spendierte Edouard Bénazet, der Pächter des Baden-Badener Casinos.

### Umgestaltungen im 20. Jahrhundert

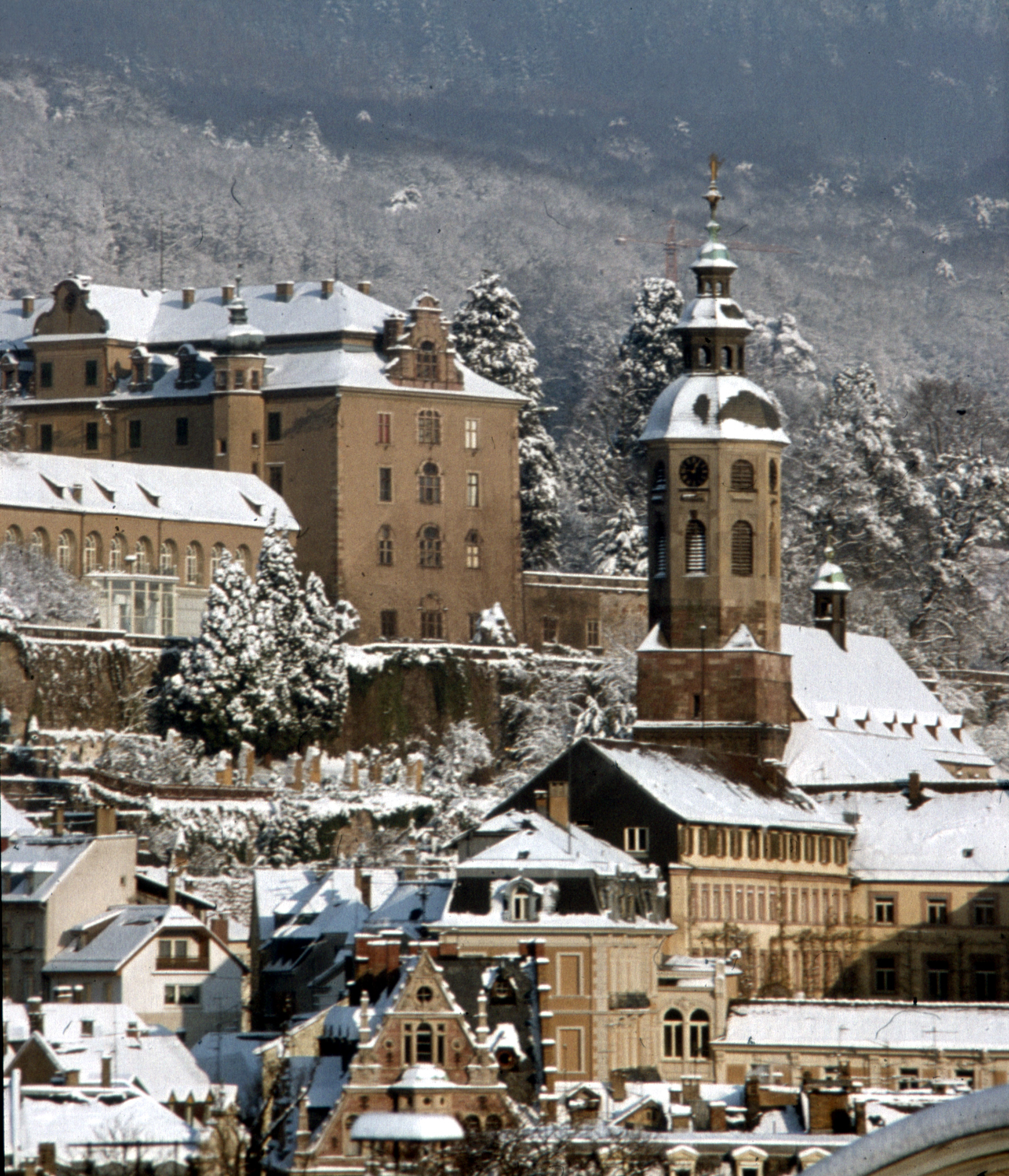
Turm in grünlich-grauem Farbkleid in den 1980er Jahren, links daneben das Neue Schloss

Die Portalschmuck wurde 1913 ein weiteres Mal erneuert, die original erhaltenen Figuren aus spätgotischer und barocker Zeit kamen in die Stadtgeschichtlichen Sammlungen. Bei einer Sanierung in den Jahren 1952 bis 1953, die hauptsächlich dem Schutz vor der Bedrohung durch das teils unter dem Kirchenboden fließende, mineralreiche Thermalwasser diente, wurden auch die Rundfenster im Obergaden des Mittelschiffs wieder zugemauert. Parallel dazu setzte man die Dächer der Seitenschiffe zurück auf ihre ursprüngliche Höhe. 1952 bis 1956 erhielten die Maßwerkfenster eine neue bunte Verglasung, entworfen durch Willy Oeser und gefertigt in der Werkstätte Großkopf in Karlsruhe. Die 1867 eingebrachte Thermalwasserheizung wurde aufgrund zunehmender Verkalkung wieder ausgebaut.
Zwischen 1966 und 1967 standen umfangreiche Veränderungen an der Bausubstanz an. Die Maßnahmen fokussierten sich zunächst auf das im Mauerwerk erneut aufsteigende Thermalwasser. So wurden unter anderem im Langhaus eine Feuchtigkeitssperre installiert, die Pfeiler und Wände mit einem Sandsteinguss gesichert sowie eine Fußbodenheizung verlegt. Begleitende archäologische Grabungen deckten die oben erwähnten römischen Fundamente in der Marienkapelle und mehrere frühmittelalterliche Plattengräber im Mittelschiff auf. Im Zuge der Innenrenovierung erfolgten massive gestalterische Eingriffe, denen die neugotische Ausstattung aus den 1860er Jahren samt Hochaltar, Seitenaltären und Kanzel weitgehend zum Opfer fiel. Erhalten blieb lediglich die Figur des seligen Bernhard II. von Baden, die an der Wand im südlichen Seitenschiff angebracht wurde. Ebenso fand der Tisch des Hochaltars eine neue Verwendung als Volksaltar unter dem Triumphbogen. Die Bänke wurden ohne Gestühlsboden neu erstellt. Der Innenraum erhielt einen grauen Anstrich, der Fußboden wurde mit Waschbetonplatten eingedeckt. Die Marienstatue von 1500 bekam einen neuen Standort in der Marienkapelle, der Taufstein befand sich nunmehr in der Johannes-Nepomuk-Kapelle. Das Kruzifix des Niclas Gerhaert van Leyden wurde 1967 vom Friedhof an der Spitalkirche in den Chorraum der Stiftskirche verbracht.
In den 1980er Jahren führte man Ausbesserungen am Turm durch, in deren Rahmen das Glockengeschoss seinen rosafarbenen Anstrich erhielt und Teile der Turmuhr erneuert wurden. In den späten 1990er Jahren begann an Haupt- und Seitenschiffen eine Sanierung und Wärmedämmung von Dachgebälk, Fenstern und Außenfassade. Diese Maßnahmen wurden ab 2006 im Bereich des Chorraums fortgesetzt und abgeschlossen. Die Außenfassaden erstrahlten seitdem in weißer Farbe.

### Renovierung 2020 bis 2023
In jüngerer Zeit war der Sanierungs- und Modernisierungsbedarf gestiegen. Aufgrund dessen wurde die Stiftskirche ab Frühjahr 2020 für umfassende Renovierungsarbeiten geschlossen. Die Schirmherrschaft übernahmen Bernhard Markgraf von Baden, seit 2022 Chef des Hauses Baden, und Äbtissin Maria Bernadette Hein vom Kloster Lichtenthal. Zunächst konzentrierten sich die Arbeiten auf den Turm. Bis 2021 tauschte man unter anderem schadhaftes Mauerwerk aus, frischte die Fassaden auf, besserte Putzschäden aus und reparierte die Turmhelme. Die Petrusfigur auf der Kirchturmspitze wurde neu vergoldet. Zudem ertüchtigte man das Geläut samt Aufhängung.
Im Sommer 2020 begannen auch die Renovierungsmaßnahmen im Innenraum. Dabei wurden die gestalterischen Eingriffe der 1960er Jahre weitgehend rückgängig gemacht, wodurch die Stiftskirche „(wieder) ein Gesamterscheinungsbild [erhielt], das ihrer großen Bedeutung und Aufgabe angemessen ist“. Nachdem die Wände entsalzt und gereinigt worden waren, erhielten sie einen helleren Anstrich. Großformatige, rötliche Sandsteinplatten ersetzten den Waschbetonfußboden. Das Gestühl wurde neu gebaut und erhielt seine Wangenabschlüsse aus der Barockzeit zurück. In der Turmhalle platzierte man einen Taufstein. Das Hauptportal in der Westfassade wurde wieder geöffnet, alle historischen Portaltüren des Langhauses aufgearbeitet. Sämtliche Kunstwerke sowie die Epitaphe wurden sorgsam restauriert. Die Beleuchtung ermöglichte es fortan, die Gewölbe verschiedenfarbig anzustrahlen, um an Festtagen optische Akzente zu setzen. Aus technischer Sicht wurden die Elektroinstallationen erneuert und eine Warmwasser-Fußbodenheizung verlegt.
Während der Renovierung fanden gelegentlich Baustellengottesdienste und Führungen statt. Im September 2022 konnte beispielsweise das Baugerüst am Epitaph des Markgrafen Ludwig Wilhelm bestiegen werden. Die Kosten der Renovierung beliefen sich auf insgesamt rund 6,975 Millionen Euro. Am Palmsonntag 2023 feierte die Stiftskirchengemeinde mit dem Freiburger Weihbischof Christian Würtz die Wiedereröffnung.

## Architektur und Ausstattung

### Chor
Der Langchor, zwischen 1453 und 1455 im spätgotischen Stil errichtet, verfügt über vier Joche. Er ist 11,5 Meter breit und übertrifft mit einer Länge von 23 Metern sogar das Langhaus um zwei Meter. Die Apsis hat einen Fünfachtelschluss. Die Fenster sind dreibahnig angelegt, das Maßwerk ist aufwendig mit Fischblasen, Spitzbögen und Wirbeln ausgeführt. Über dem Chorraum befindet sich ein Sterngewölbe, das den Stadtbrand 1689 überstand und ihm eine „raffinierte, prachtvolle Note“ verleiht. Dessen Schlusssteine zieren das Agnus Dei, das badische Wappen, das badisch-sponheimische Wappen und das österreichische Wappen – die zwei letzteren verdeutlichen die dynastischen Verbindungen der Markgrafen zur Bauzeit. Das Bodenniveau ist gegenüber dem Langhaus um sechs Stufen, die Apsis um weitere drei Stufen erhöht. Der Chorraum war zwischen 1453 und 1808 den Mitgliedern des Kollegiatstifts vorbehalten, zeitweise trennte ihn ein Lettner vom Langhaus ab. Das Chorgestühl zu beiden Seitenwänden stammt aus dem frühen 18. Jahrhundert. Es besteht aus zwei Reihen mit jeweils fünf Sitzen, rahmende Säulen und mit Blattgold verzierte Rankenschnitzereien tragen zum barocken Erscheinungsbild bei. Das 1512 von Hans Kern aus Pforzheim geschaffene, spätgotische Chorgestühl steht heute in der Baden-Badener Spitalkirche.

#### Grablege der Markgrafen von Baden

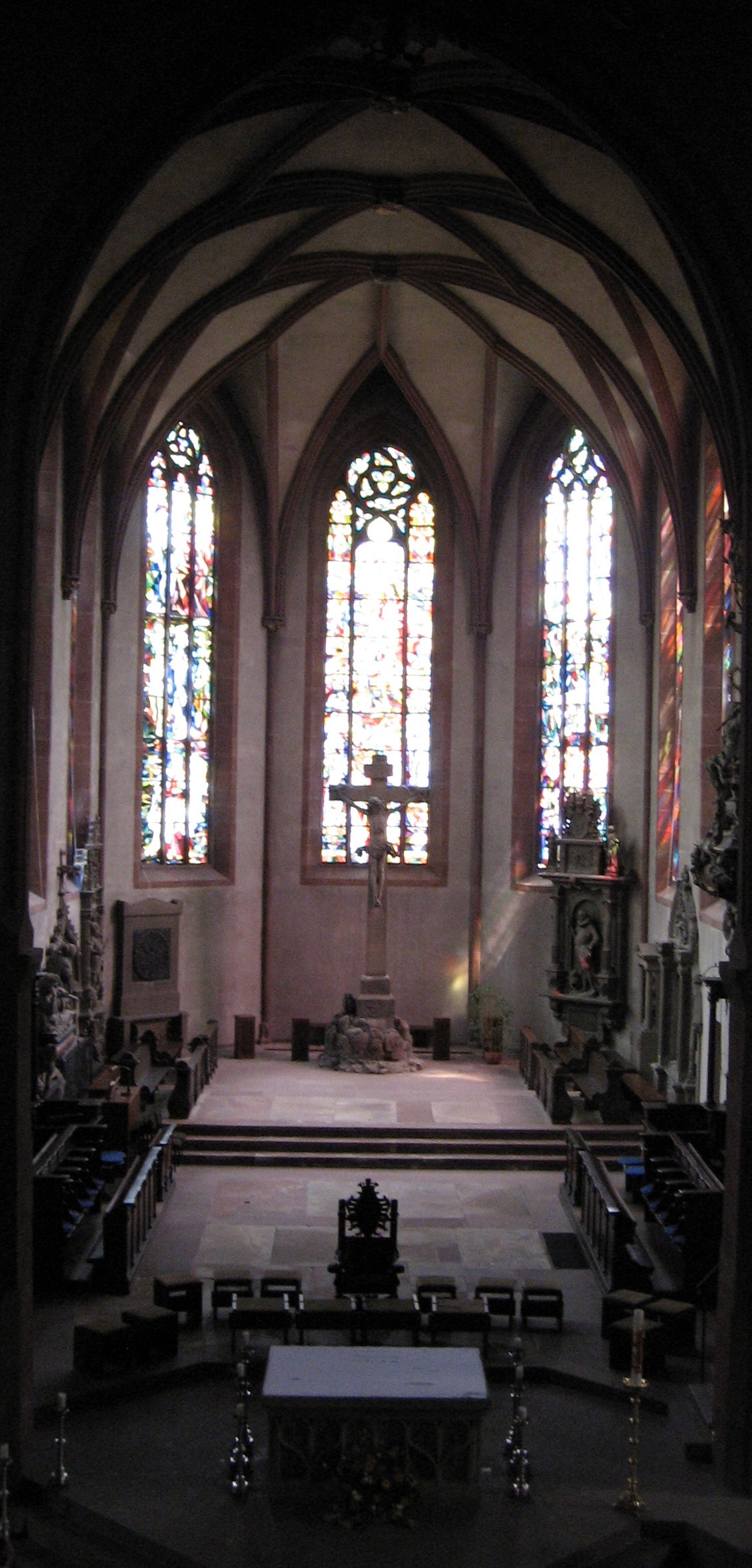
Chorraum und Volksaltar in der Gestaltung von 1967 bis 2020

Der Chorraum fungierte zwischen 1391 und 1793 als Grablege der Markgrafen von Baden. Da es keine Krypta gibt, wurden die Grabstellen unter dem Boden eingelassen. Beim Stadtbrand 1689 gingen viele der Bronzeabdeckungen mit den Namen der Verstorbenen verloren. Erst 1800 bis 1801 bestimmte Franz Josef Herr die Bestattungsstellen neu. Die Steinplatten über den Gräbern, die namentlich eindeutig zugeordnet werden konnten, erhielten Inschriften. Dazu gehören:
- Markgraf Rudolf VII. († 1391)
- Markgraf Jakob I. († 1453) und Markgräfin Katharina von Lothringen († 1439)
- Markgraf Karl I. († 1475) und Markgräfin Katharina von Österreich († 1493)
- (Titular-)Markgraf Albrecht († 1488)
- (Titular-)Markgraf Christoph der Jüngere († 1508), Domherr von Straßburg und Köln
- (Titular-)Markgraf Jakob II., Erzbischof und Kurfürst von Trier († 1511)
- (Titular-)Markgraf Friedrich IV., Bischof von Utrecht († 1517)[43]
- Markgraf Christoph I. († 1527) und Markgräfin Ottilie von Katzenelnbogen († 1517)
- Markgraf Philipp I. († 1533) und Markgräfin Elisabeth von der Pfalz († 1522)
- Markgraf Bernhard III. († 1536)
- Markgräfin Mechthild von Bayern († 1565)
- Markgraf Eduard Fortunat († 1600)
- (Titular-)Markgraf Albert Karl († 1626)
- (Titular-)Markgraf Ferdinand Maximilian († 1669)
- Markgraf Wilhelm († 1677)
- Markgraf Ludwig Wilhelm, genannt „Türkenlouis“ († 1707)
- (Titular-)Markgraf Wilhelm Georg († 1709)
- Markgraf Ludwig Georg († 1761)
- Markgraf August Georg († 1771) und Markgräfin Maria Viktoria Pauline von Arenberg († 1793)
- (Titular-)Markgraf Karl Wilhelm Eugen († 1783)

Eine Gedenktafel für Angehörige der markgräflichen Familie, die unter Grabplatten ohne Inschriften bestattet wurden, hängt über dem Torbogen zur Marienkapelle. Deren Namen hatte ebenfalls Franz Josef Herr zusammengestellt. Die Tafel entwarf der damalige Badische Baudirektor Friedrich Weinbrenner im klassizistischen Stil. Darauf sind aufgeführt:
- Markgraf Bernhard I. († 1431)
- Herzogin Amalie von Brandenburg († 1481)
- Markgraf Philibert († 1569)
- Markgraf Philipp II. († 1588)[45]
- Markgräfin Katharina Ursula von Hohenzollern-Hechingen († 1640)
- (Titular-)Markgraf Leopold Wilhelm († 1671)
- (Titular-)Markgräfin Anna († 1708)

Markgraf Philibert fiel 1569 in der Schlacht bei Moncontour in Frankreich. Sein Tod wurde zwar durch Augenzeugen bestätigt, aber sein Leichnam wahrscheinlich nie vom Schlachtfeld geborgen. Sein Name ist daher in der Auflistung oben in Kursivschrift aufgeführt. Die Vermutung von Franz Josef Herr, dass Philibert laut anderen Quellen in die Stiftskirche überführt worden war und möglicherweise in der Gruft seiner Ehefrau Mechthild von Bayern ruht, konnte bislang nicht bestätigt werden.

#### Grabdenkmäler und Epitaphe

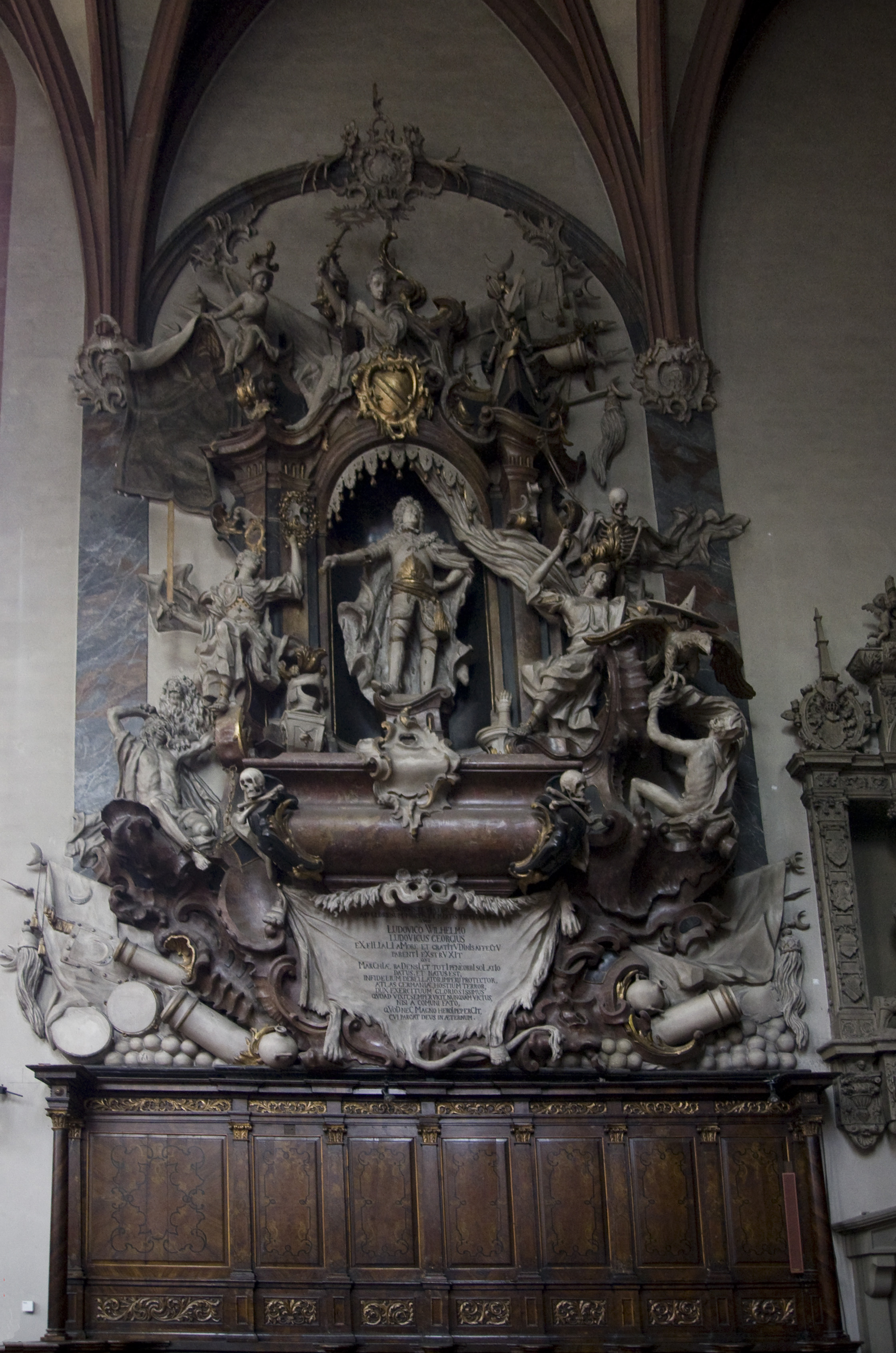
Epitaph Markgraf Ludwig Wilhelms, 1753 fertiggestellt

An den Seitenwänden des Chorraums sind insgesamt 13 Grabdenkmäler und Epitaphe angebracht, die aufwendig gearbeitet und zum Teil prachtvoll verziert sind. Bernhard Markgraf von Baden, Schirmherr der jüngsten Kirchenrenovierung, bezeichnete sie als „steinernes Geschichtsbuch für meine Familie“. Die Epitaphe sind teilweise zwar erst Jahre oder Jahrzehnte nach dem Tod der jeweiligen Verstorbenen entstanden. Dennoch manifestiert sich an ihnen die „Entwicklung der europäischen Grabplastik von der Gotik zu Renaissance und Barock, wie sie sich zunächst im Dekor, bald aber auch in Anlage und Typus bemerkbar machte“.
Spätgotisch ist etwa das Epitaph von Philipp I. mit einer liegenden Figur, die mit Rüstung und Schwert ausgestattet auf einem Sarkophag ruht. Ähnlich gestaltet ist das Grabdenkmal für Friedrich IV., das ihn als Bischof von Utrecht im Ornat zeigt, unter einem Bogenabschluss mit Kreuzblume. Werke aus der Renaissance-Zeit zeigen die Markgrafen hingegen als Statuen mit Marschallstab, Rüstung und Schwert. Dazu gehören beispielsweise das Epitaph für Bernhard III. mit dreiteiligem Aufbau und das Epitaph für Philipp II. an der Südseite der Apsis. Auch Philibert und seine Gemahlin Mechthild von Bayern sind in einer ähnlichen Formensprache dargestellt, jedoch beten sie kniend den gekreuzigten Christus an. In die Barockzeit datiert unter anderem das Grabdenkmal für Leopold Wilhelm und seine Gemahlin, bei dem der Markgraf eine „lässig daliegende“ Haltung einnimmt.
Friedrich Weinbrenner sowie der Ingenieur Karl Christian Vierordt hatten durch Markgraf Karl Friedrich 1801 den Auftrag erhalten, drei bronzene Gedenktafeln – für Ottilie, Christoph I. und Eduard Fortunat – neu zu fassen. Deren Epitaphe waren beim Stadtbrand 1689 beschädigt worden, woraufhin sie seit 1767 in Rastatt lagerten. Weinbrenner fügte die Bronzetafeln in eine steinerne, klassizistische Grundform, die auch zeittypische Stilelemente aus den Epochen der Verstorbenen beinhalteten. Hinzu kamen ein Epitaph für die neu geschaffene Büste von August Georg sowie die oben erwähnte Gedenktafel für die in den namenlosen Grabstellen bestatteten Mitglieder des Markgrafenhauses.
Am eindrucksvollsten ist das Epitaph des Markgrafen Ludwig Wilhelm. Es nimmt einen Großteil der südlichen Seitenwand ein und scheint aus dem Chorgestühl emporzuwachsen. Stuckmarmor, Figurenschmuck und vergoldete Elemente machen es zu einem Hauptwerk der Barockzeit. Im Mittelpunkt steht die Statue des Markgrafen, umgeben von den Darstellungen der Weisheit, Tapferkeit und Gerechtigkeit. Auf seinem Brustharnisch trägt er den Orden vom Goldenen Vlies, der auf seine militärische Laufbahn als Generalleutnant aller kaiserlichen Truppen hinweist. Ludwig Wilhelms siegreichen Schlachten in den Türkenkriegen verschafften ihm den Beinamen „Türkenlouis“, weshalb das Epitaph „zahlreiche Symbole des Triumphs in Gestalt von Beutestücken mit türkischem Halbmond“ zeigt. Ein Sarg sowie mehrere Skelette und Totenköpfe symbolisieren den Tod. Darunter trägt ein Spruchband auf Latein eine Widmung für den Verstorbenen sowie sämtliche seiner Titel. Über dem Epitaph prangt das badische Wappen, ebenso ist eine Monstranz mit dem Auge Gottes zu sehen. Der Entwurf stammt von Hofstuckateur Johannes Schütz, der bei den Bauarbeiten 1752 durch einen Leitersturz tödlich verunglückte. Das Epitaph wurde 1753 durch Thomas Heilmann nach den ursprünglichen Plänen vollendet.

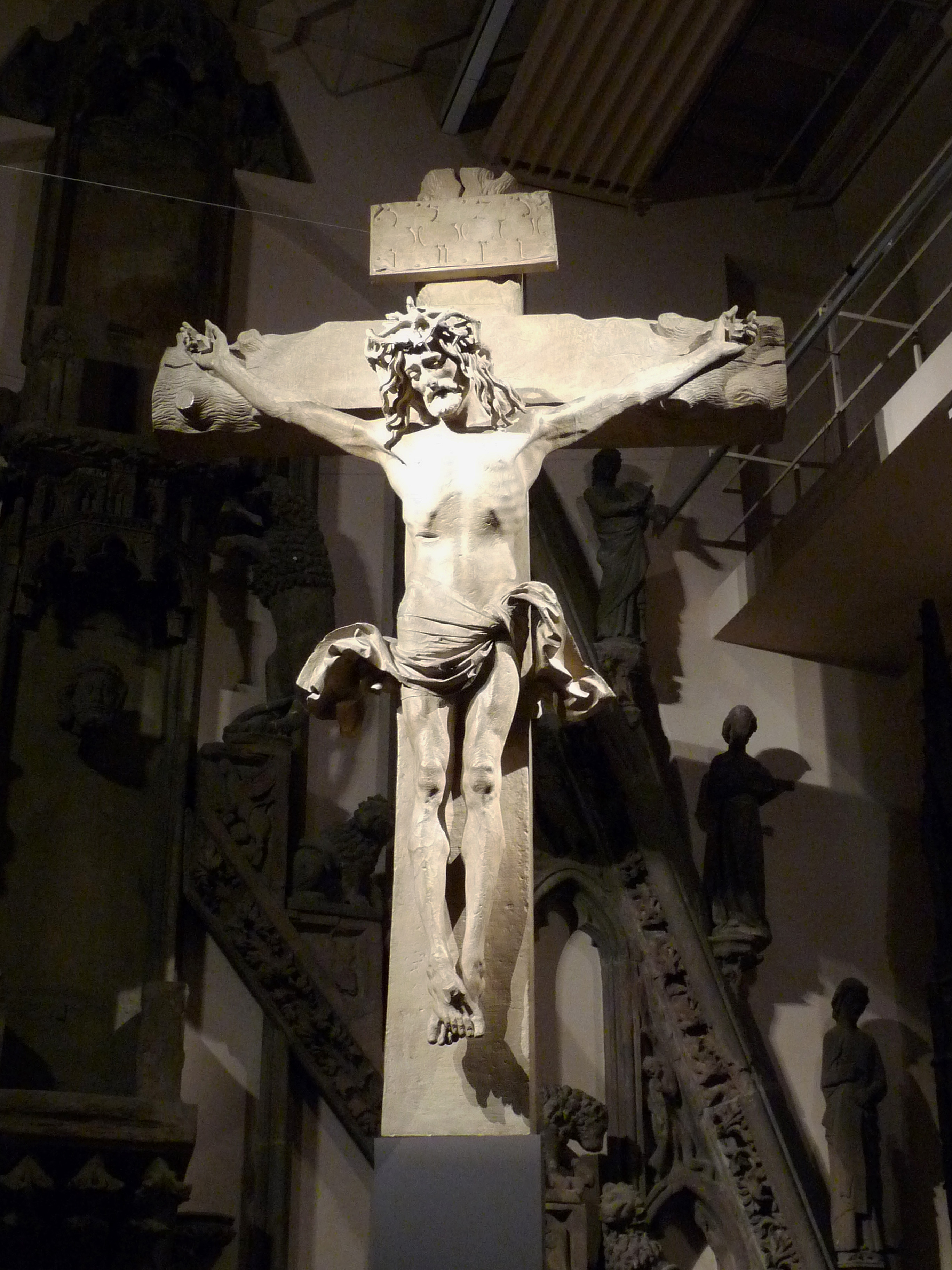
Niclas Gerhaert van Leyden: Kruzifix, um 1467

#### Steinkreuz des Niclas Gerhaert van Leyden
Im Scheitelpunkt des Chorraums steht das monumentale Steinkreuz des Niclas Gerhaert van Leyden, eine aufgrund ihrer „Lebensechtheit für ihre Entstehungszeit einzigartige Skulptur“. Es wurde 1467 in dessen Straßburger Werkstatt aus einem einzigen Kalkstein geschaffen, seine Höhe beträgt mitsamt des Sockels 6,47 Meter. Gerhaert hat den ans Kreuz geschlagenen Christus mit Dornenkrone im Moment seines Todes dargestellt, doch „die Augen sind nur wie zum Schlaf geschlossen und sollen das baldige Erwachen in der Auferstehung ankündigen“. Diese Bildsprache setzt sich im Lendentuch fort, das „wie von einem Windhauch getragen in der Luft“ zu wehen scheint. Im Sockel ist das Wappen Ulrich des Scherers, Baders und Chirurgen eingemeißelt, der vermutlich der Auftraggeber dieses Kunstwerks war. Das Kreuz war 1967 anstelle des früheren Hochaltares aus Denkmalschutzgründen in die Stiftskirche verbracht worden. Zuvor stand es auf dem Friedhof der Baden-Badener Spitalkirche, wo es ein halbes Jahrtausend lang der Witterung ausgesetzt war.

### Langhaus
Das Langhaus präsentiert sich als Idealtypus einer dreischiffig gestaffelten, spätgotischen Hallenkirche. Die Arkaden sind in Spitzbogenform ausgeführt und ruhen auf achteckigen Pfeilern. Das Langhaus war ab 1455 anstelle der romanischen Vorgängerkonstruktion, von der die unteren Teile des Triumphbogens erhalten sind, errichtet worden. Letzte Bauarbeiten dauerten bis in die 1470er Jahre an. Die 1865 eingesetzten Fenster im Obergaden, die dem Mittelschiff die Gestalt einer gotischen Kathedrale verleihen sollten, wurden bei der Renovierung 1952 bis 1953 wieder geschlossen.

#### Mittelschiff
Mit 21 Metern Länge und 11,5 Metern Breite weist das Mittelschiff ähnliche Maße wie der Chorraum auf. Es verfügt über vier Joche, darüber zieht sich ein Sterngewölbe. Beim Stadtbrand 1689 zerstört, waren die Gewölberippen erst 1867 anstelle des barocken, stuckierten Tonnengewölbes rekonstruiert worden. Die Schlusssteine tragen seit der Renovierung 2020 bis 2023 die Wappen der Orden, die besonders „eng mit der Stiftskirche verbunden sind“. So steht das IHS für die Jesuiten, das Malteserkreuz erinnert an die Mitgliedschaft mehrerer Markgrafen von Baden in diesem Orden, das Jerusalemkreuz weist auf das Kloster vom Heiligen Grab hin und der goldene Doppelhaken auf blauem Grund symbolisiert das Kloster Lichtenthal.

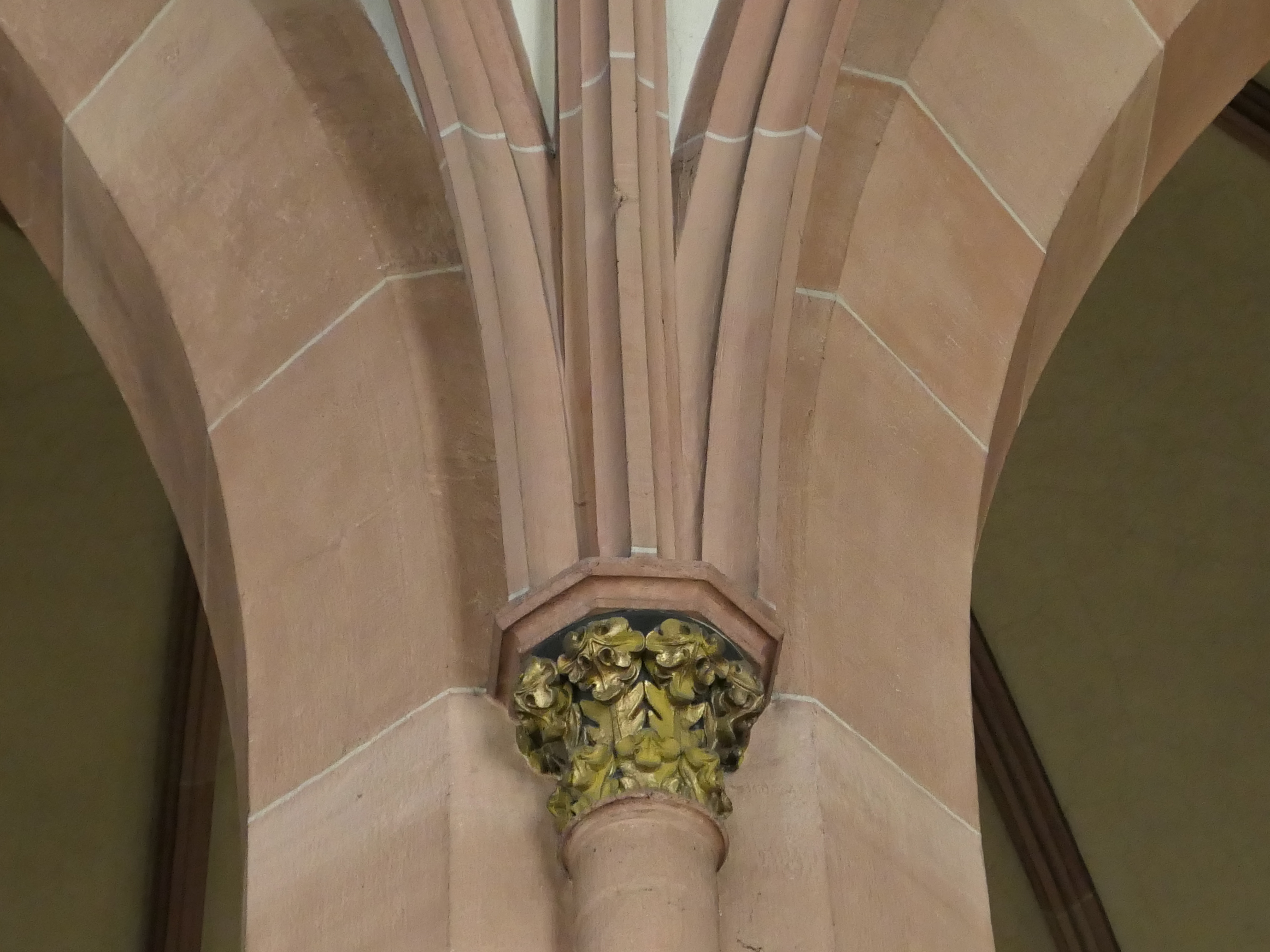
Pfeiler mit floralem Kapitell

Über dem Triumphbogen zwischen Chor und Mittelschiff ist eine Wappenkartusche angebracht. In ihrer Mitte prangt das Wappen der Markgrafschaft Baden-Baden mit Krone, umgeben von ihren im Laufe der Zeit hinzugekommenen Ländereien: die Vordere und Hintere Grafschaft Sponheim, die Grafschaft Eberstein, die Markgrafschaft Hachberg-Sausenberg sowie die Herrschaften Badenweiler, Üsenberg, Rötteln, Lahr und Mahlberg. Zu beiden Seiten gruppieren sich Darstellungen erbeuteter Kanonen und Flaggen mit türkischen Halbmonden, welche – ähnlich wie bei seinem oben beschriebenen Epitaph – die siegreichen Schlachten des Markgrafen Ludwig Wilhelm symbolisieren. Die Kartusche zeugt noch von der barocken Stuckverzierung, die den Innenraum der Stiftskirche zwischen 1753 und 1867 kennzeichnete.
Der Volksaltar steht gegenüber dem Mittelschiff um drei Stufen erhöht unter dem Triumphbogen. Er war Bestandteil des 1867 gefertigten, neugotischen Hochaltars. Seine Front schmücken ein Kreuz und Herzmotive. Neben dem rechten Pfeifer des Triumphbogens prangt eine Sitzmadonna aus dem 14. Jahrhundert, die aus Lindenholz geschnitzt wurde. Sie gilt als ältestes erhaltenes Kunstwerk in der Stiftkirche, ihr bronzener Thron kam jedoch erst 1984 hinzu. Obwohl teilweise leicht beschädigt, „spürt man etwas von der Weisheit, die Maria in dieser Darstellung als Sedes sapientiae (Sitz der Weisheit) mit gegürtetem Gewand und dem von Locken sowie Tuch gerahmten Gesicht ausstrahlt“. Das Gestühl im Mittelschiff wurde anlässlich der Renovierung 2020 bis 2023 neu gebaut. Dessen Seiten schließen die von Martin Eigler 1752 geschaffenen, barocken Wangen ab, an der hintersten Reihe sind zudem zwei seiner geschnitzten Weihwasserbecken montiert.

#### Spätgotisches Sakramentshäuschen

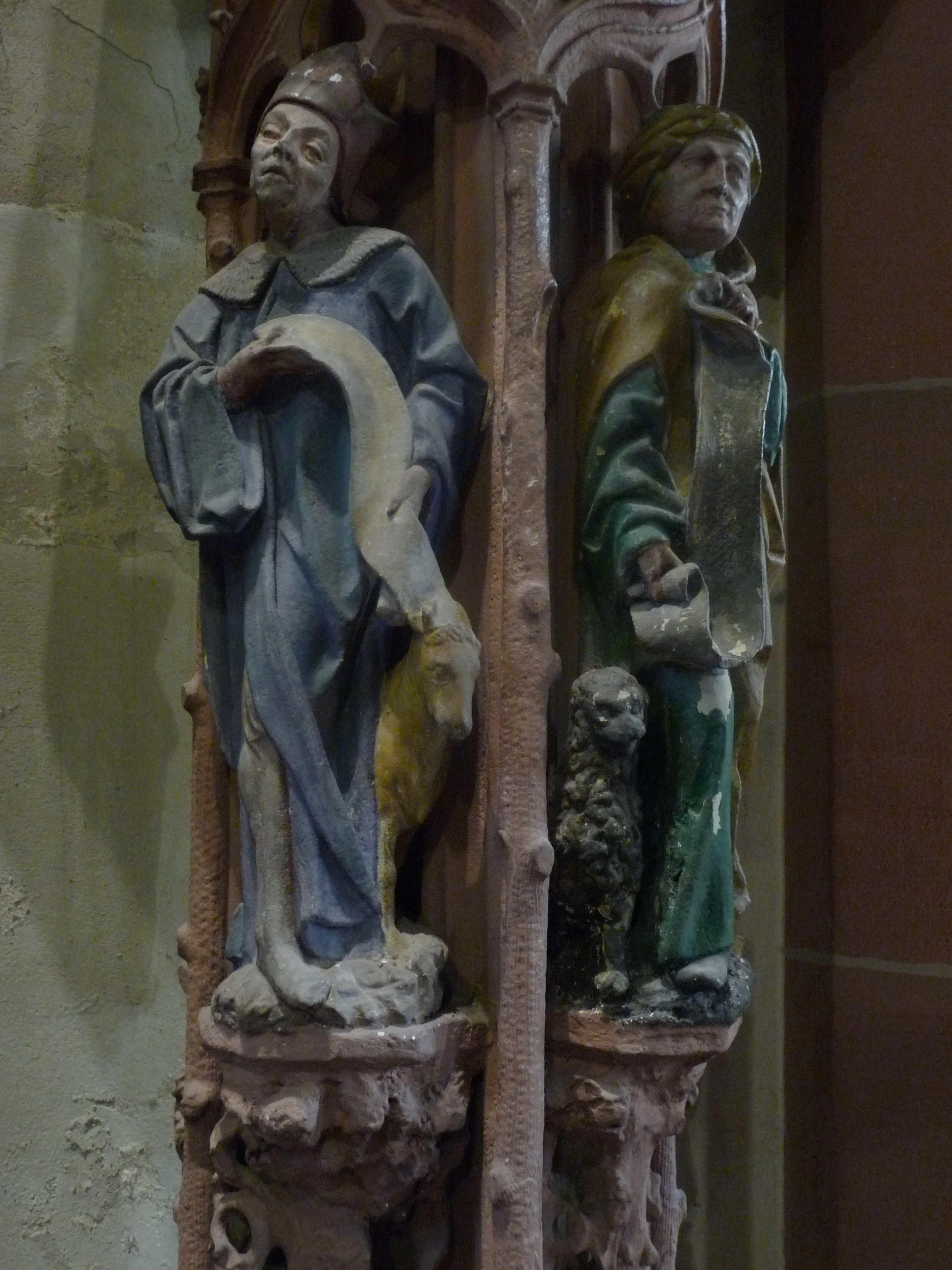
Detailansicht des Sakramentshauses

Das Sakramentshäuschen am linken Pfeiler des Triumphbogens ist um 1490 entstanden und gilt als Meisterwerk spätgotischer Schaffenskraft. Es erreicht bei fünf Stockwerken eine Höhe von 12,85 Meter und ist mit reichem Ast- und Wurzelwerk umgeben. Die Ähnlichkeit mit einer riesigen Monstranz ist unverkennbar. Am Sockel ist der Meister, der vermutlich aus der Straßburger Steinmetzfamilie Hammer stammte, mit Zirkelmaß und Winkel abgebildet. Darüber stehen die Evangelisten Lukas, Markus und Matthäus. Um den Tabernakel herum, dessen Türen 1968 von Herbert Kämper neu geschaffen wurden, sind Propheten aus dem Alten und Neuen Testament gruppiert. Es folgen drei filigrane Fialen, die sich nach oben hin verjüngen. Sie bergen die Kirchenpatrone Petrus und Paulus sowie den Evangelisten Johannes, den heilige Martin und die heilige Anna selbdritt, die Maria und das Jesuskind hält. Die Spitze wird durch eine Kreuzblume bekrönt. In seiner Gesamtgestalt erscheint das Sakramentshäuschen „wie eine seltene Pflanze aus dem Sandsteinboden emporgewachsen zu sein“. Durch ein nicht eingestürztes Gewölbeteil überstand es den Stadtbrand 1689 wie durch ein Wunder unbeschadet.

#### Seitenschiffe
Beim Neubau des Langhauses ab 1455 wurden das nördliche und südliche Seitenschiff bis an die Westfassade des romanischen Turms herangeführt. Die Strebepfeiler sind nach innen gezogen, sodass Fensternischen entstanden, die bis 1967 die Seitenaltäre aufnahmen. Beim Wiederaufbau nach dem Stadtbrand 1689 wurden die eingestürzten Kreuzgewölbe rekonstruiert, während die Gewölberippen in den Fensternischen original spätgotisch sind. Die Wappen auf deren Schlusssteinen zeugen – analog zum Chorraum – von den dynastischen Verbindungen der Markgrafen von Baden zu jener Zeit. Spuren der romanischen Seitenschiffarkaden sind neben den nordwestlichen und südwestlichen Seitenportalen zu erkennen, wo eine Konsole mit Kopf sowie eine Wandkonsole als Balkenauflage aus den Wänden hervorspringen.

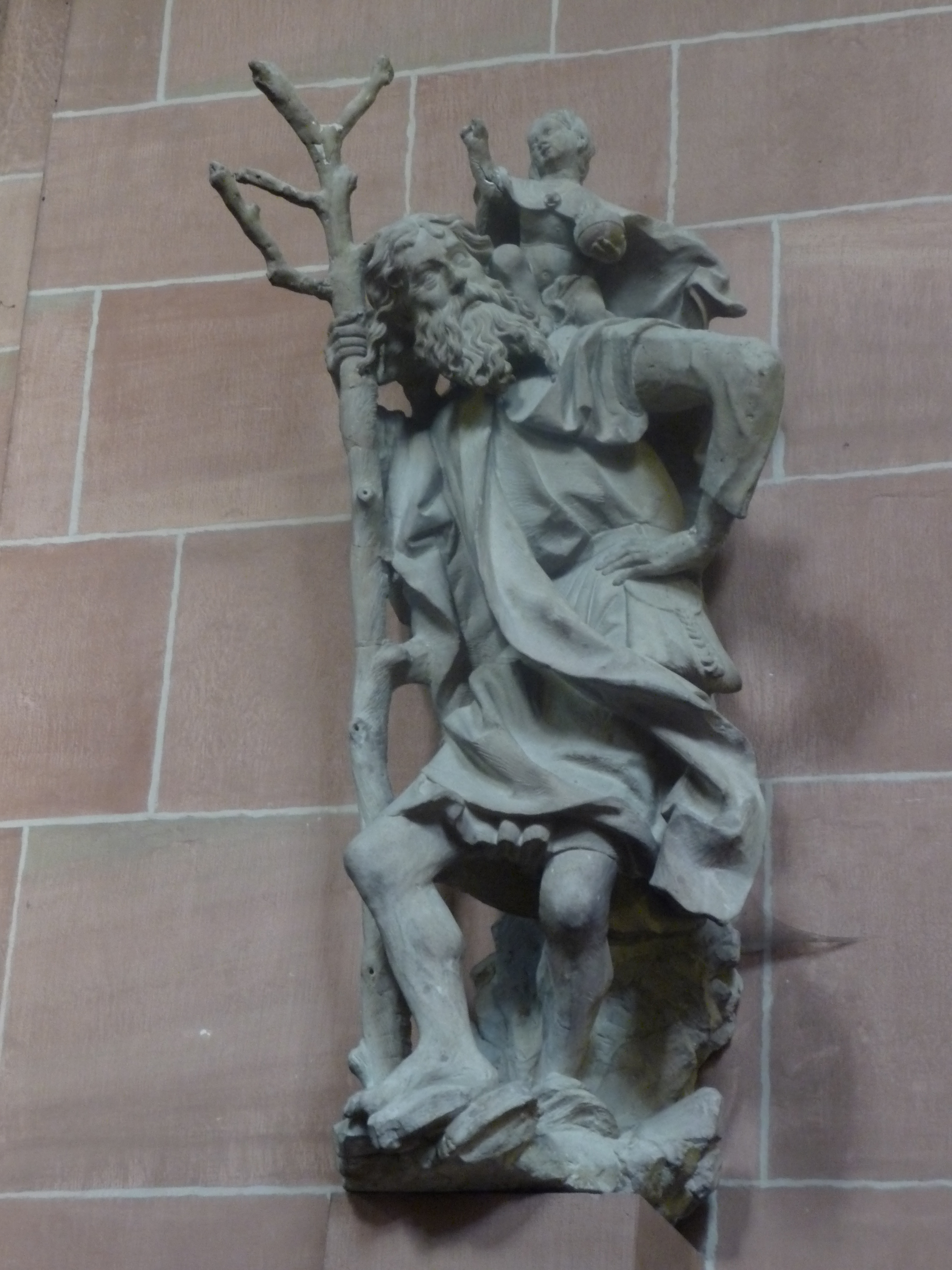
Figur des heiligen Christophorus, um 1490 entstanden

An den Wänden des südlichen Seitenschiffs fallen zwei Kunstwerke ins Auge. Die Darstellung des heiligen Christophorus ist eine Figur aus Sandstein mit einer Höhe von 1,42 Meter. Obwohl „barock anmutend“, dürfte sie vermutlich um das Jahr 1490 herum entstanden sein. Christophorus stützt sich auf einen Ast und stemmt den linken Arm in die Hüfte, „um die Balance mit dem Jesuskind, das auf seinen Schultern sitzt, zu halten“. Die Figur war möglicherweise ein Geschenk des Markgrafen Christoph I. an die Stiftskirche. Am östlichen Ende des Seitenschiffs thront ein Standbild des 1458 verstorbenen Bernhard II. von Baden, der 1769 seliggesprochen wurde. Es zeigt ihn in Ritterrüstung mit badischem Wappenschild, in der linken Hand hält er eine Ordensritterfahne. Bernhard II. ist der Schutzpatron des Landes Baden und des Erzbistums Freiburg. Seine Figur ist in den 1860er Jahren vermutlich durch Bildhauer Anselm Sickinger für den früheren Bernhardus-Seitenaltar entstanden.
Mehrere Epitaphe an den Wänden der Seitenschiffe weisen zudem auf Grabmäler hin. Sie erinnern an Kirchenfunktionäre, Beamte der markgräflichen Verwaltung oder Stifter. Dazu gehören:
- Albrecht von Berwangen, markgräflicher Hofbeamter († 1454), und seine Ehefrau Margarete von Nippenburg († 1475)[65]
- Walter von Heimenhofen, markgräflicher Hofmeister († 1489)[66]
- Hans Mandriba, Hofbaumeister († 1524)
- Friedrich von Bissingen, k.u.k. Kriegsrat († 1678)
- Franz Wolfgang Hornus, markgräflicher Geheimsekretär († 1702)
- Adam Wolfgang Rottenberg, Vizekanzler von Vorderösterreich († 1736), und seine Ehefrau Philippina Rottenberg († 1743)
- Johann Anton Wandel, Kantor am Kollegiatstift († 1741)

Die Epitaphe stammen aus verschiedenen Epochen und sind im Stile ihrer jeweiligen Entstehungszeit gestaltet. So ist beispielsweise auf der um 1475 entstandenen, wuchtigen Sandsteintafel derer von Berwangen ein Helmkleinod mit zwei Wappen dargestellt sowie eine Widmung in gotischen Minuskeln zu lesen, während das Epitaph der Rottenbergs eine Pilasterrahmung mit barocker Stuckmarmorverzierung aufweist.

#### Marienkapelle

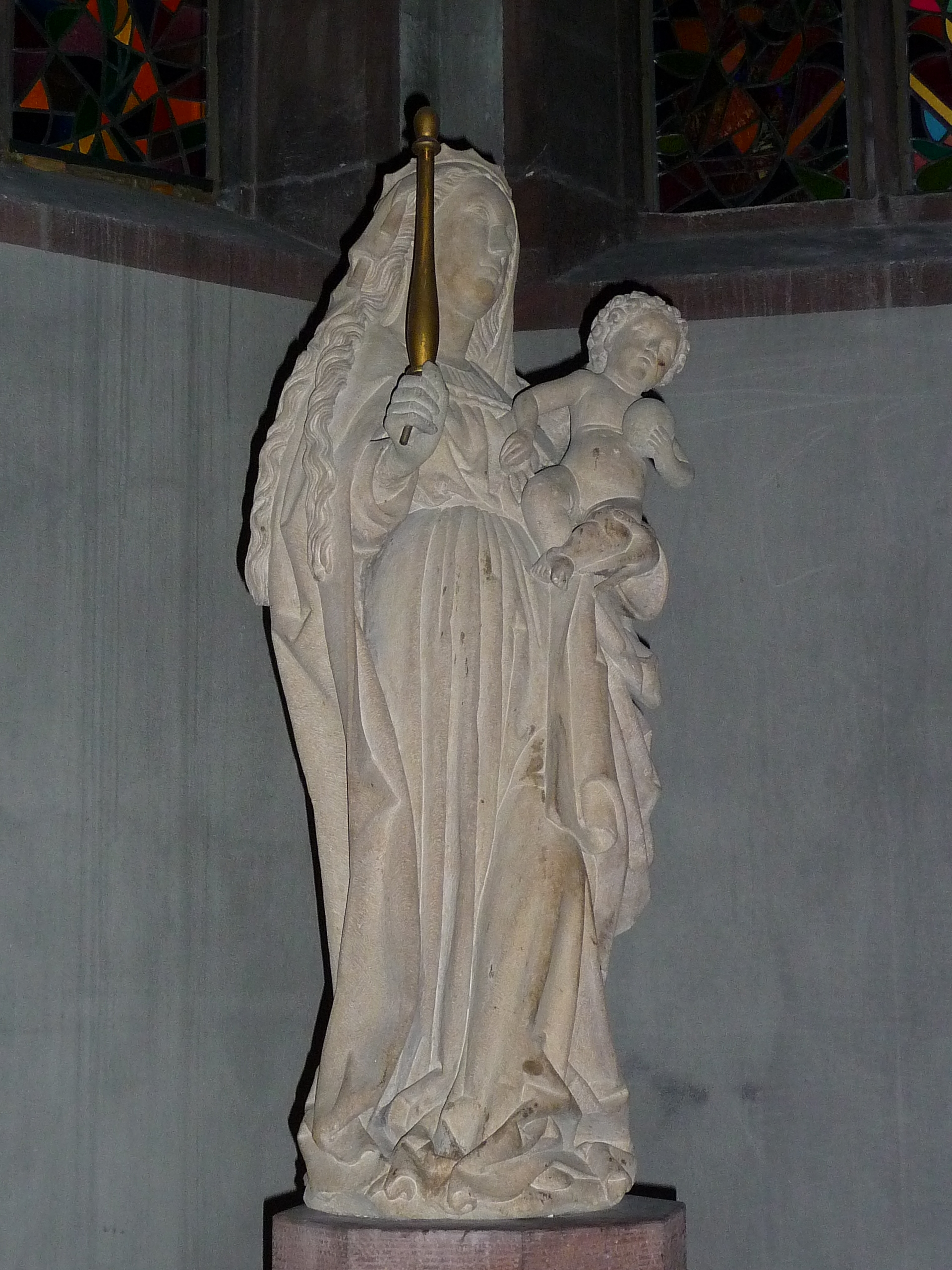
Madonna

Mit der Errichtung der Marienkapelle 1468 wurde das nördliche Seitenschiff abgeschlossen. Über dem Raum, das über ein Fenster verfügt, spannt sich ein Sterngewölbe, dessen Schlussstein das badische Wappen trägt. In der Apsis, die durch drei Spitzbogenfenster erhellt wird, steht eine spätgotische Madonnenfigur mit Jesuskind. Sie wurde um 1500 von einem namentlich nicht bekannten Künstler aus Sandstein gehauen und ist 1,15 Meter groß. Die Figur „mit ihren zugleich herben und milden Zügen übt eine große Anziehungskraft“ aus. Bei einer Restaurierung 1987 wurde das bis dato fehlende Zepter der Madonna ergänzt.
An der Südseite der Marienkapelle, zwischen der Apsis und dem Treppenaufgang zum Chorraum, hängen mehrere Grabdenkmäler und Epitaphe. Die meisten sind Mitgliedern des früheren Kollegiatstifts gewidmet:
- Hans Adam Röder von Tiefenau, markgräflicher Ministerialer († 1459)
- Bernhard von Baden, erster Propst des Kollegiatstifts († 1475)
- Kaspar Vogt, Stiftspropst († 1485)
- Johannes Gessel, Stiftspropst († 1497)
- Johannes Horn, Stiftspropst († 1500), und seine Eltern[69]
- Johannes Auer, vierter Propst des Kollegiatstifts († 1527)
- Alexander Rath, Stiftspropst († 1668)

In der Marienkapelle ist heute ein Standfuß platziert, auf dem Opferkerzen entzündet und aufgestellt werden können. Zwei Kirchenbänke in barocker Formensprache laden zum Verweilen ein.

#### Johannes-Nepomuk-Kapelle
Namensgeber für die Kapelle, die das südliche Seitenschiff abschließt, ist Johannes Nepomuk. Dort steht ein diesem Heiligen geweihter Altar – der einzige, der von der Ausstattung der Barockzeit überdauert hat. Herzstück ist eine Johannes-Nepomuk-Figur, die ein Kreuz in ihrer Hand hält. Der Altar, von Martin Eigler um 1752 aus Holz geschaffen, ist zeittypisch mit buntem Stuckmarmor versehen. Über der Figur rahmen zwei Putten ein Bildnis der heiligen Ursula, unter dem Altartisch ist das Agnus Dei zu sehen.
Die Johannes-Nepomuk-Kapelle wurde bereits beim spätgotischen Ausbau zur Stiftskirche im 15. Jahrhundert angelegt, darüber befindet sich der frühere Kapitelsaal. Sie ist in zwei Räume gegliedert, die jeweils ein Joch mit Kreuzgewölbe aufweisen. Auf dem Schlussstein über dem Altar prangt das Oettinger Wappen mit der Inschrift „1662 MMMZBGGZE“ (Markgräfin Maria Magdalena zu Baden, geborene Gräfin zu Oettingen). Die zweite Ehefrau Wilhelms hatte die Kapelle in jenem Jahr renovieren lassen. Auf der Südseite ist ein kleines Spitzbogenfenster eingelassen. In der Kapelle wird seit 2023 auch das Tabernakel verwahrt. Am Rundbogen vor dem Altar aufgehängt ist das Ewige Licht in einer sogenannten Ewig-Licht-Ampel, die um 1690 von Joseph Moye gefertigt wurde.
An der Außenfassade der Johannes-Nepomuk-Kapelle sind drei Inschriftensteine vermauert. Hoch oben in einem Strebepfeiler lassen sich in einem Sandsteinblock die Buchstaben „VS LEG XIII AVG H F C“ (Veteranus legionis VIII Augustae. Heres faciendum curavit) erkennen. Es ist der Grabstein eines römischen Soldaten der damals in Argentorate (Straßburg) stationierten Legio VIII Augusta, der in den hiesigen Thermalbädern Genesung erfahren hat. Zwei Fragmente mit der Inschrift „+ HIE • LIGENT • ZWEN • OTTEN • VON • SELBACH • / EIN • RITTER • VND“, die vermutlich aus den Jahren zwischen 1388 und 1404 stammen, weisen auf ein Grabmal für Otto von Selbach und seinen Sohn Otteman hin.

### Fenster
Die 28 Maßwerkfenster im Chorraum sowie im Langhaus und den Seitenkapellen verfügen über moderne Glasmalereien, die der Mannheimer Kirchenmaler und Glaskünstler Willy Oeser gestaltet hat. Sie wurden 1952 bis 1956 in der Werkstätte Großkopf in Karlsruhe gefertigt. Die Glaselemente sind durchweg in bunten Farben gehalten, mundgeblasen und in einem Bleigerüst gefasst. Ein Großteil der Fenster ist der Kirchenpatronin Maria sowie mit ihr verbundenen Personen und Themen gewidmet, sodass ein „symphonisches Zusammenwirken“ entstanden ist. Sie ersetzten die neugotischen Fenster, die 1867 gefertigt worden waren.
In der Westfassade nördlich und südlich des Turmschafts ist jeweils ein Fenster den beiden anderen Kirchenpatronen Petrus und Paulus vorbehalten. Die Apostel sind mit ihren Attributen wie etwa Schwert, Tiara und Schlüssel dargestellt, zudem sind Begebenheiten aus ihren Leben zu sehen. Bestimmende Motive sind dabei unter anderem die Bekehrung des Paulus vor den Toren von Damaskus sowie der Petersdom in Rom. Die Fenster über den vier Portalen in den Seitenschiffen zeigen wiederum die vier Evangelisten Markus, Matthäus, Lukas und Johannes. Daneben sind die Propheten Elia und Jesaja zu sehen.
Der Zyklus der Marienfenster im nördlichen Seitenschiff reicht von der Begegnung ihrer Eltern Joachim und Anna über ihre Geburt und Verlobung mit Josef bis hin zur Verkündigung des Herrn und ihrem Treffen mit Elisabeth. Im südlichen Seitenschiff vor der Johannes-Nepomuk-Kapelle setzt sich die Lebensgeschichte Marias mit der Geburt Jesu fort. Das sogenannte Weihnachtsfenster zeigt das Kind in seiner Krippe, umgeben von den Eltern mitsamt den Hirten und Engeln. Darüber leuchtet der Stern von Bethlehem. Das Fenster ist das einzige seiner Größe in der Stiftskirche, das sich ausschließlich auf eine Szene konzentriert. Der Zyklus setzt sich mit Marias Leben als Mutter fort, wobei sich die Motive vom Besuch der Heiligen Drei Könige über die Flucht der Familie nach Ägypten bis hin zum Besuch Jesu im Tempel sowie auf der Hochzeit zu Kana erstrecken.
Im Chorraum zeigt das mittlere Fenster der Apsis den „Höhepunkt des marianischen Lebens“ mit ihrer Krönung im Himmelreich. Links und rechts daneben werden Leiden wie Freuden Marias thematisiert. Dargestellt sind unter anderem Jesu Tod am Kreuz mit den Motiven der Stabat Mater und der Pietà, aber auch ihr Treffen mit den Aposteln am Pfingsttag, ihr Tod und schließlich Mariä Himmelfahrt. Auf dem mittleren Fenster der Nordseite breitet „die Muttergottes in himmlischer Glorie ihren Mantel über das Haus Baden“ aus. Zu sehen ist dabei unter anderem der selige Bernhard II. von Baden mit dem Landeswappen. Die Fenster daneben stellen Engel dar, ebenso sind Moses mit den Gesetzestafeln sowie weitere Heilige und Märtyrer zu sehen. Auf der Südseite wird „das Wirken des Heiligen Geistes jeweils in der Person verschiedener Kirchenlehrer in allen Epochen aufgegriffen“. Darunter befinden sich beispielsweise Augustinus, Thomas von Aquin und Teresa von Ávila.
Die Fenster in der Johannes-Nepomuk-Kapelle thematisieren die ersten acht Stationen des Kreuzwegs Jesu in Jerusalem. Die übrigen sechs Stationen sind im Vorraum der Marienkapelle dargestellt. Deren Apsisfenster hingegen zeigen keine Bildmotive, sondern sind rein ornamental gestaltet.

### Turm und Portal

#### Turmhalle
Die Turmhalle war zur Zeit des romanischen Kirchenbaus zwischen dem 13. und 15. Jahrhundert als offenes Paradies vor dem Langhaus angelegt. Seit dem spätgotischen Umbau der Stiftskirche befindet sich im Westen das Hauptportal. Die übrigen drei Seiten öffnen sich in das Mittel- und in die Seitenschiffe, sie wurden 2024 mit einem Glasabschluss versehen. Darauf ist die Inschrift „Im Namen des Vaters und des Sohnes und des Heiligen Geistes“ (Mt 28,19 ) graviert.
Die Orgelempore führt oberhalb der Turmhalle auf drei Seiten um den Turm herum. Die holzgeschnitzte Umfassung in barockem Dekor schuf Martin Eigler 1753. Auf der Ostseite wird die deutlich ins Mittelschiff vorkragende Empore von vier Konsolen getragen, die ein Werk des Rastatter Schmiedemeisters Oegg aus demselben Jahr sind.
An den massiven Seitenwänden der Turmhalle sind zwei Epitaphe, die auf Grabmäler hinweisen, aus verschiedenen Epochen angebracht:
- Karl Heinrich Freiherr von Orselaer zu Staufenberg, markgräflicher Hofbeamter († 1646) und seine Ehefrau
- Salomé Greß, Stifterin († 1741)

Die Turmhalle dient seit 2023 auch als Taufkapelle. Unter dem Scheitelpunkt ihres schlichten Kreuzgewölbes steht ein Taufstein mit Weihwasserbecken. Er wurde im Zuge der jüngsten Renovierungsarbeiten vom Kloster Lichtenthal in die Stiftskirche verbracht. Der Taufstein besteht aus reich verziertem, rötlichem Sandstein und ist in der Form eines Kelches gehauen.

#### Portal mit Figurenschmuck

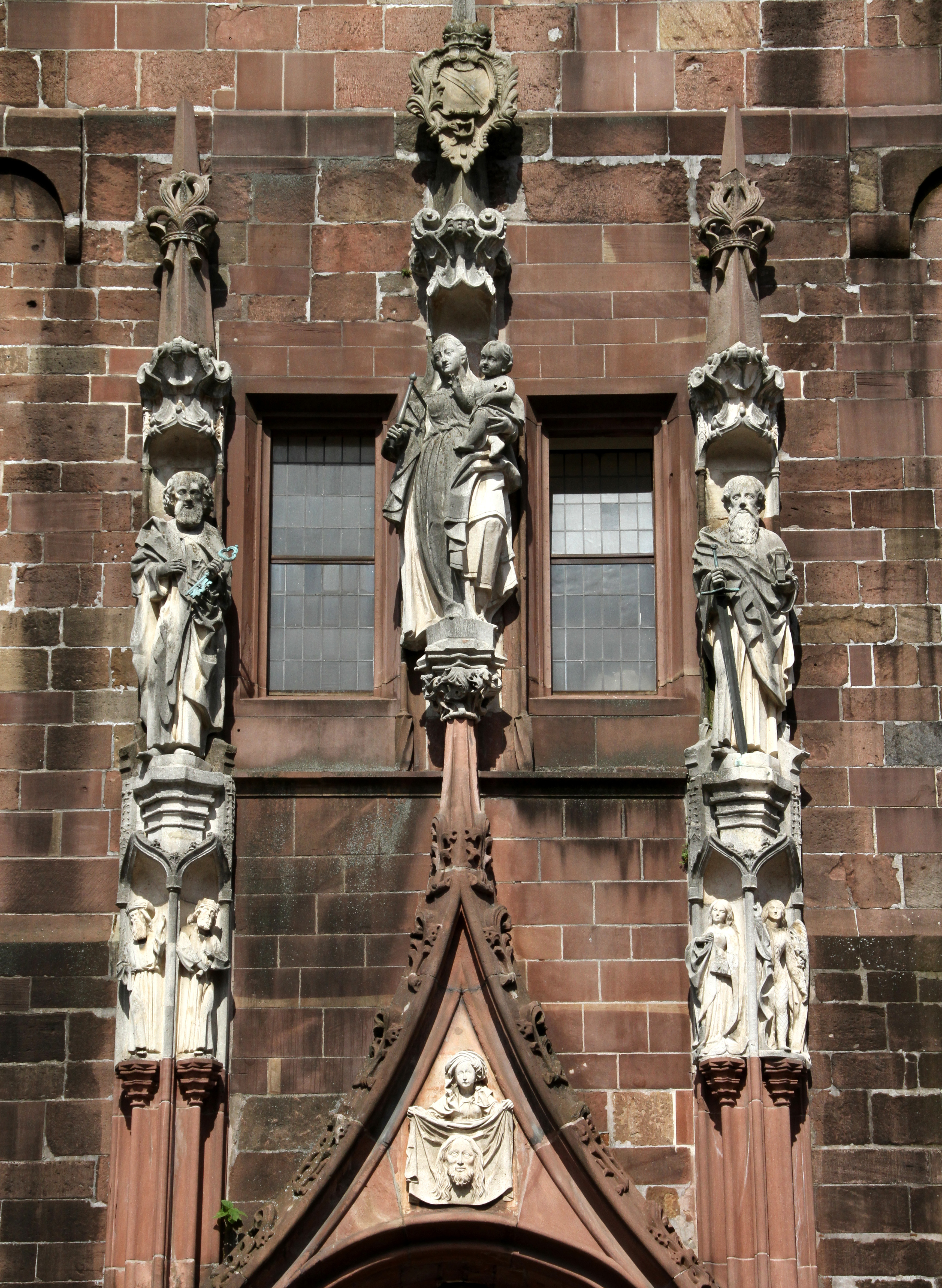
Portalfiguren Paulus, Maria und Petrus über dem Wimperg

Mittig in den Turmschaft eingelassen ist das eingezogene Hauptportal, zu dem vom Marktplatz sieben Treppenstufen hinaufführen. Die Tür aus Eichenholz schuf Hofschreiner Martin Eigler 1752, deren drei Flügel zeigen zwischen Gliederungen unter anderem sakrale Gegenstände wie Kelch, Messkännchen und Weihrauchfass sowie eine Petrusdarstellung. Auf der Nordseite ist ein rund 50 Zentimeter langes Richtschwert in einem Mauerquader zu erkennen, darunter sind die Jahreszahl 1616 sowie einige Initialen eingeritzt.
Das Portal wird seit den 1470er Jahren von einem Wimperg als Ziergiebel bekrönt, dessen Schrägen mit sogenannten Krabben besetzt sind. Im Bogenfeld ist Veronika mit dem Schweißtuch dargestellt. Darüber thront eine Marienfigur mit Jesuskind, die beim Stadtbrand 1689 durch herabstürzende Trümmerteile beschädigt und 1752 mitsamt Teilen des Bauschmucks erneuert wurde, in einer überdachten Nische. Den Abschluss bildet das badische Wappen. Mittig an den Fialen zu beiden Seiten des Wimpergs sind weitere Figurennischen angebracht, in denen die Apostel Petrus und Paulus platziert sind, die ebenfalls von einem Baldachin geschützt werden. Im unteren Teil stehen ein Prophet, ein König sowie Maria und der Verkündigungsengel. Die drei Hauptfiguren wurden 1913 durch Kopien ersetzt, die spätgotischen und barocken Originale befinden sich heute in den Stadtgeschichtlichen Sammlungen.

#### Turmaufbau
Die Bauphasen der Stiftskirche – von der Romanik über die Spätgotik bis hin zum Barock – lassen sich äußerlich gut an ihrem rund 68 Meter hohen Turm ablesen. Die unteren vier, sich mit zunehmender Höhe verjüngenden Geschosse bestehen aus mächtigen Rotsandsteinquadern, die in der ersten Hälfte des 13. Jahrhunderts gesetzt wurden. Sie sind durch romanische Rundbogenfriese und Eck- sowie teilweise Mittellisenen gegliedert. Im vierten Geschoss befindet sich das mechanische Uhrwerk. Es ist seit 1936 in Betrieb, die Turmuhr samt Zeigern wurde jedoch 1984 erneuert. Auf der Westseite sind zudem zwei bauzeitliche Rundbogenfenster eingelassen, die früher wohl zur Glockenstube gehörten.
Während des Ausbaus zur Stiftskirche im 15. Jahrhundert erhöhte man den Turm zunächst um ein weiteres Geschoss. Auf dessen Süd- und Westseite sind spätestens seit dem 18. Jahrhundert Sonnenuhren angebracht. Der Übergang zur spätgotischen Bauphase auf Höhe des Dachfirsts ist aufgrund der verschieden großen Mauerquader erkennbar. Das Glockengeschoss darüber ist achteckig und verfügte zunächst über Spitzbogenfenster. Der langgezogene Spitzhelm, den man um 1474 anstelle des bisherigen Zeltdachs errichtet hatte, wurde beim Stadtbrand 1689 zerstört.
Die Turmabschluss präsentiert sich heute als Resultat des Wiederaufbaus in den Jahren 1712 bis 1713. Dabei entstanden über dem Glockengeschoss eine Diamantquadergliederung sowie eine weitere Reihe aus Rundbogenfenstern, welche auch die vier kunstvoll gestalteten Zifferblätter der Uhr aufnehmen. Die drei welschen Hauben zwischen den Turmlaternen sind charakteristisch für die Barockzeit. In der unteren Laterne hing ab 1728 die sogenannte Schied- oder Totenglocke, die vermutlich Opfer der Metallablieferungen während einem der beiden Weltkriege im 20. Jahrhundert wurde.

#### Wetterfahne
Eine Figur des Kirchenpatrons Petrus, die einen Schlüssel hält und von einem Heiligenschein mit Strahlenkranz umgeben ist, dient als Wetterfahne. Die flach geschnittene, zweidimensionale Silhouette aus Kupferblech ist 1,90 Meter hoch, mit Blattgold überzogen und wiegt 22 Kilogramm. Sie wurde vermutlich erstmals 1713 im Zuge des barocken Wiederaufbaus auf der Turmspitze angebracht. Ein Heiliger als Wetterfahne einer Kirche ist sehr selten. Warum die Wahl auf eine Petrusfigur fiel und wann die aktuelle Konstruktion gefertigt wurde, ist unbekannt. Die Kugel, auf der sie montiert ist, birgt zwei Zeitkapseln. Neben einer Urkunde aus dem Jahr 1912 fügte man 2020 Informationen zur jüngsten Kirchenrenovierung, eine aktuelle Zeitungsausgabe, eine 2-Euro-Münze sowie einen Kreuzanhänger hinzu.

## Orgeln

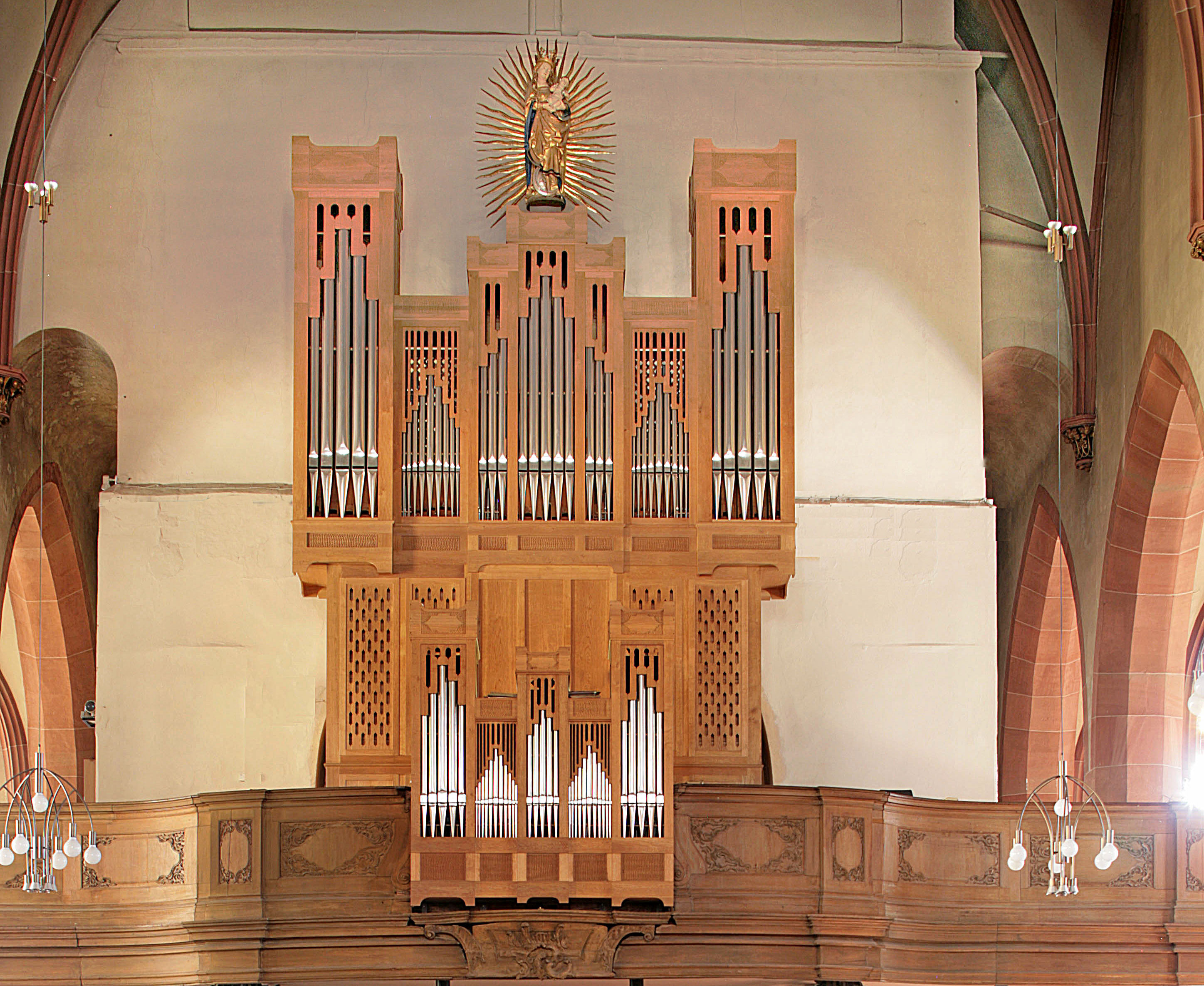
Heutige Rohlf-Orgel von 1990

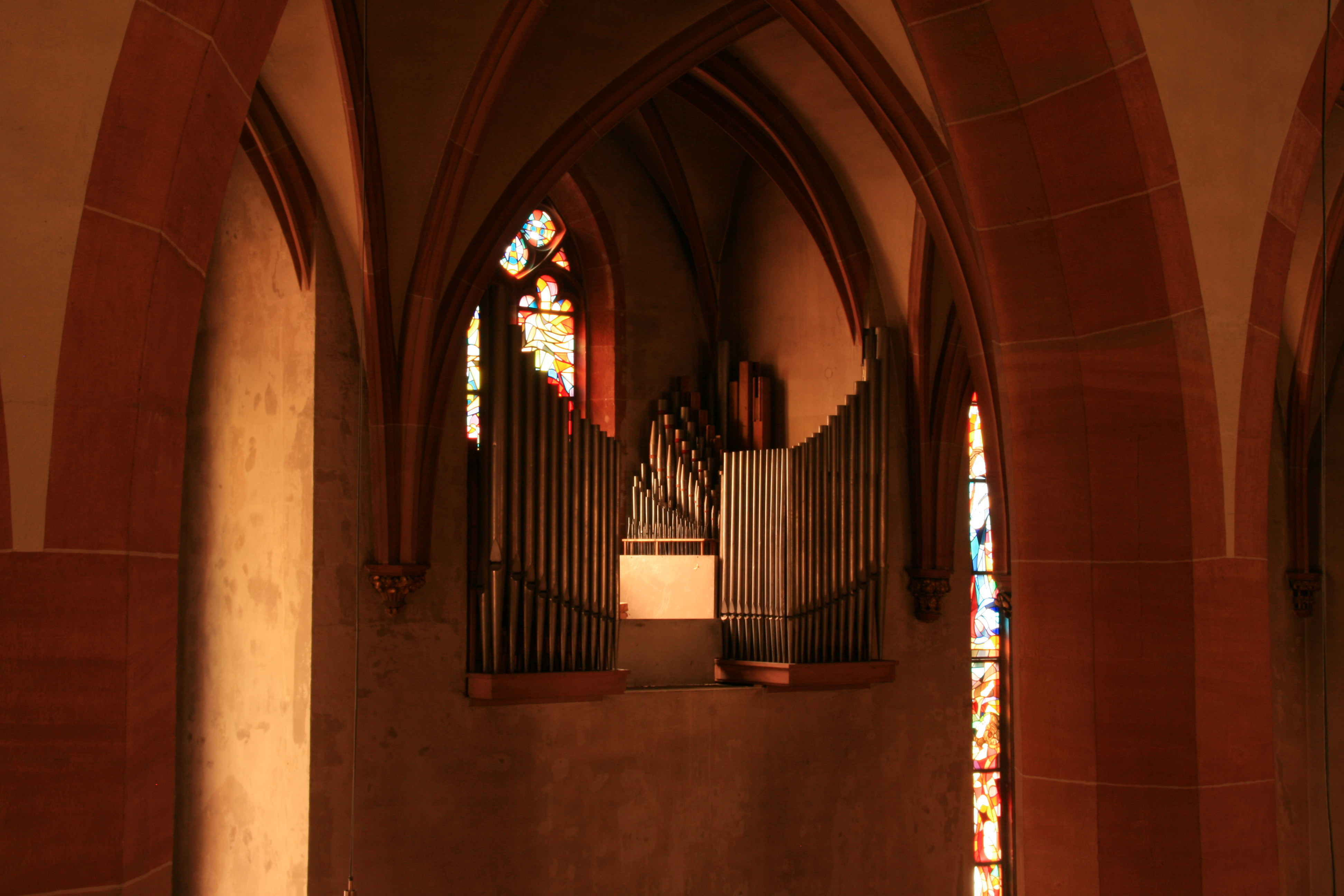
Fernwerk im nördlichen Seitenschiff

Schriftliche Erwähnung fand eine Orgel in der Stiftskirche erstmals im 16. Jahrhundert. So sind für 1558 Reparaturarbeiten an diesem Instrument dokumentiert, die dem „ehrsamen Hainrich Ißrahel von Halberstatt Orgelmacher“. übertragen wurden. Die Orgel litt demnach „an denselben Gebrechen es sei an der Laden, Pfeifen, oder was an solchem Werk deshalben zu machen nothdürftig zu sein würde.“
Ein Visitationsbericht des Bistums Speyer verzeichnete 1683 schließlich ein „organum item nobile“. Dieses Instrument war – wie der Großteil der übrigen Ausstattung im Langhaus – durch den Stadtbrand 1689 vernichtet worden. Aus dem Jahr 1708 ist überliefert, dass „dem Organisten zu Jahrtagsanniversarien 45 Kreuzer ausbezahlt“ wurden. Auch für 1729 sind Abrechnungen unter anderem für das Orgelspiel schriftlich bezeugt. Nach dem Stadtbrand dürfte also zumindest zeitweise ein neues oder repariertes Instrument vorhanden gewesen sein.

### Silbermann-Orgeln von 1753
Alsbald sollte jedoch eine neue Hauptorgel erstellt werden. Im November 1752 wählte man unter mehreren Wettbewerbern den Straßburger Johann Andreas Silbermann aus, der für den Auftrag „2.240 Gulden Teutsch Geld und 4 Ohmen alten Wein und dreyer Gesellen Logement und Zehrung für 6 Wochen“ erhielt. Er schuf in seiner Werkstatt eine Orgel mit zwei Manualen und selbstständigem Pedal. Die vorgesehenen Zungenregister strich man vorerst aus Kostengründen. Silbermann ließ am 10. Oktober 1753 die Orgelteile in Straßburg auf ein Schiff verladen, das den Rhein hinab bis Hügelsheim fuhr, von wo aus man die Fracht auf dem Landweg nach Baden-Baden schaffte.
Wie er in seinem Tagebuch berichtete, war es in der Stiftskirche in den darauffolgenden Wochen „sehr vertrießlich wegen dem entsetzlichen Getöse zu arbeiten“, da parallel die Wiederaufbaumaßnahmen im Langhaus andauerten. Das Gehäuse schuf Martin Eigler, der auch für zahlreiche weitere Schreinerarbeiten in der Kirche verantwortlich zeichnete. Am 10. November 1753 schloss Silbermann die Intonierung ab, sodass er „den Abend bey Zeith Gott sei Danck auch mit dieser Orgel fertig worden“.
In den Kirchenchroniken ist überdies vermerkt, dass im selben Jahr offenbar eine ältere Orgel von der Stiftskirche in die Spitalkirche transportiert worden war. Dabei handelte es sich möglicherweise um das oben erwähnte Instrument, das nach dem Stadtbrand erneuert oder zeitweise angeschafft worden war.
| I. Positif C–c3 |                |        |
| 1.              | Bourdon        | 8′     |
| 2.              | Prestant       | 4′     |
| 3.              | Flutte         | 4′     |
| 4.              | Nazard         | 2 ⁄3′  |
| 5.              | Doublette      | 2′     |
| 6.              | Tierce         | 1 3⁄5′ |
| 7.              | Fourniture III | 1′     |
| 8.              | Cromorne       | 8′     |

| II. Grand Orgue C–c3 |                   |        |
| 9.                   | Bourdon           | 16′    |
| 10.                  | Montre            | 8′     |
| 11.                  | Bourdon           | 8′     |
| 13.                  | Prestant          | 4′     |
| 14.                  | Nazard            | 2 ⁄3′  |
| 15.                  | Doublette         | 2′     |
| 16.                  | Tierce            | 1 3⁄5′ |
| 17.                  | Sifflet           | 1′     |
| 18.                  | Cornett V (ab c1) | 8′     |
| 19.                  | Fourniture III    | 1 ⁄3′  |
| 20.                  | Cymbale III       | 1′     |
| 21.                  | Trompette (D)     | 8′     |
| 22.                  | Viola da Gamba    | 8′     |

| Pédale C–f0 |                |     |
| 23.         | Subbass        | 16′ |
| 24.         | Octavbass      | 8′  |
| 25.         | Trompettenbass | 8′  |

1. 1 2 3  Umbau Hladky bis 1797: —
2. ↑  Umbau Hladky bis 1797: Voix humaine geplant

Im Oktober 1753 beauftragte das Kollegiatstift Silbermann, eine weitere Orgel für den Chorraum zu liefern, um dort deren Messfeiern gebührend begleiten zu können. Sie wurde 1754 geliefert und verfügte über vier Register. Nachdem das Kollegiatstift 1808 aufgelöst worden war, wurde die Chororgel abgegeben, zunächst an das Lyzeum nach Rastatt. 1858 kam sie in den Hörsaal des Collegium Borromaeum nach Freiburg im Breisgau, ihr weiterer Verbleib ist ungewiss.
| I. Manual C–c3 |                |    |
| 1.             | Bourdon        | 8′ |
| 2.             | Prestant       | 4′ |
| 3.             | Doublette      | 2′ |
| 4.             | Fourniture III | 1’ |

Die Zungen Cromorne 8′, Trompettenbass 8′ und Trompette disk. 8′ der Hauptorgel wurden erst 1797 durch den Baden-Badener Orgelbauer Georg Hladky eingebaut. Die freie Schleife der Vox humana 8′ wurde jedoch mit einer Viola da Gamba 8′ besetzt. Die Hauptorgel verfügte nun über insgesamt 25 Register. In den folgenden Jahrzehnten führte Hladky laut Abrechnungsvermerken der Kirche zahlreiche Reparaturen an ihr durch.
Im Lauf des 19. Jahrhunderts baute die Durlacher Orgelbauwerkstatt Louis Voit die Hauptorgel schließlich mehrfach um. So wurde das Rückpositiv entfernt, die Disposition schrittweise verändert und ein freistehender Spieltisch aufgestellt. 1904 war man mit dem mechanischen Werk jedoch nicht mehr zufrieden und verkaufte es an die Kirche St. Cyriakus in Karlsruhe-Bulach. Dort sind bis heute das Gehäuse der Silbermann-Hauptorgel und 49 Pfeifen des Bourdon 8′ von 1753 erhalten. Das Instrument wurde bei der Aufstellung von Voit pneumatisiert.

### Voit-Orgel von 1905
Die Hauptorgel wurde somit 1905 durch einen Neubau von H. Voit & Söhne aus Durlach ersetzt, der 21.500 Mark kostete. Die Disposition erstellte der Heidelberger Musikdirektor Philipp Wolfrum. Die Orgel hatte 43 Register auf drei Manualen und Pedal. Voit baute zudem zwei Schwellwerke sowie unter anderem die Register Labialoboe 8′ und Labialschalmei 8′ ein. Aus Platzgründen wurde die Orgel an der Turmwand aufgehängt. 1928 wurde sie von Voit noch mit acht sogenannten Barockregistern erweitert.
| I. Hauptwerk C–g3 |     |
| Principal         | 16′ |
| Principal         | 8′  |
| Gamba             | 8′  |
| Tibia             | 8′  |
| Gemshorn          | 8′  |
| Gedeckt           | 8′  |
| Octave            | 4′  |
| Rohrflöte         | 4′  |
| Piccolo           | 2′  |
| Cornett III–V     |     |
| Mixtur III        |     |
| Bombarde          | 16′ |
| Trompete          | 8′  |
| Clarine           | 4′  |

| II. Schwellwerk C–g3  |       |   |
| Bourdon               | 16′   |   |
| Principal             | 8′    |   |
| Salicional            | 8′    |   |
| Konzertflöte          | 8′    |   |
| Zartflöte             | 8′    |   |
| Unda Maris            | 8′    |   |
| Flûte harmonique      | 4′    |   |
| Violine               | 4′    |   |
| Quinte                | 2 ⁄3′ | V |
| Flautino              | 2′    |   |
| Harmonia aetherea III |       |   |
| Mixtur III            |       | V |
| Labialschalmei        | 8′    | V |
| Labialoboe            | 8′    |   |
| Cor anglais           | 8′    |   |

| III. Schwellwerk C–g3 |       |   |
| Lieblich Gedeckt      | 16′   |   |
| Geigenprincipal       | 8′    |   |
| Flauto amabile        | 8′    |   |
| Bourdon               | 8′    |   |
| Aeoline               | 8′    |   |
| Vox coelestis         | 8′    |   |
| Viola d’amore         | 4′    |   |
| Traversflöte          | 4′    |   |
| Waldflöte             | 2′    | V |
| Sesquialtera II       | 2 ⁄3′ |   |
| Rankett               | 16′   | V |
| Clarinette            | 8′    |   |
| Vox Humana            | 8′    |   |
| Trompete              | 4′    | V |

| Pedal C–f1      |     |   |
| Grand Bourdon   | 32′ |   |
| Contrabass      | 16′ |   |
| Violon          | 16′ |   |
| Subbass         | 16′ |   |
| Zartbass        | 16′ |   |
| Octavbass       | 8′  |   |
| Gedecktflöte    | 8′  |   |
| Cellobass       | 8′  |   |
| Octave          | 4′  | V |
| Posaune         | 16′ |   |
| Trompete (HW)   | 8′  |   |
| Clairon (HW)    | 4′  |   |
| Singend Cornett | 2′  | V |

Anmerkung:
V = Erweiterung durch Voit (1928)
Nach dem Zweiten Weltkrieg wurde die Voit-Orgel 1953 bis 1954 nach Vorschlägen von Walter Supper aus Esslingen sowie des Kirchenmusikdirektors und Stiftskirchenorganisten Otto Schäfer erneuert. Car Hess, ehemaliger Betriebsleiter bei Voit in Durlach, erweiterte das Instrument auf 56 Register auf vier Manualen und Pedal. Als viertes Manual kam auf einer Empore im nördlichen Seitenschiff ein Fernwerk hinzu. Das 1905 geschaffene Gehäuse wurde nach Vorschlägen Suppers umgestaltet und der Spieltisch – wie schon bei der Voit-Orgel – unter die Hauptorgel gestellt. Die Trakturen elektrifizierte man. Im Rahmen dieses Umbaus wurden etwa 60 Prozent der Voit’schen Pfeifen eingeschmolzen. Die Kosten für alle Arbeiten betrugen 39.810 Deutsche Mark, was für die Anzahl der neugebauten Taschenladen und Register ein vergleichsweise niedriger Preis war.
| I. Hauptwerk C–g3        |       |
| Prinzipal                | 16′   |
| Prinzipal                | 8′    |
| Doppelgedeckt            | 8′    |
| Gemshorn                 | 8′    |
| Oktave                   | 4′    |
| Rohrflöte                | 4′    |
| Quinte                   | 2 ⁄3′ |
| Superoktave              | 2′    |
| Septimensesquialtera III |       |
| Mixtur VI                | 2′    |
| Fagott                   | 16′   |
| Trompete                 | 8′    |
| Hohe Trompete            | 4′    |

| II. Schwellwerk C–g3 |        |
| Bourdon              | 16′    |
| Hornprinzipal        | 8′     |
| Salicional           | 8′     |
| Flötenschwebung      | 8′     |
| Prinzipal            | 4′     |
| Blockflöte           | 4′     |
| Waldflöte            | 2′     |
| Terz                 | 1 3⁄5′ |
| Larigot              | 1 ⁄3′  |
| Grossmixtur VI       | 1 ⁄3′  |
| Rankett              | 16′    |
| Vox Humana           | 8′     |
|                      |        |
| Tremulant            |        |

| III. Oberwerk C–g3 |    |
| Bourdon            | 8′ |
| Dulciana           | 8′ |
| Sing. Oktav        | 4′ |
| Flötgedeckt        | 4′ |
| Oktave             | 2′ |
| Jauchzend Pfeif    | 1′ |
| Scharffzimbel      | 1′ |
| Oboe               | 8′ |
|                    |    |
| Tremulant          |    |

| Fernwerk C–g3  |        |
| Metallflöte    | 8′     |
| Quintadena     | 8′     |
| Praestant      | 4′     |
| Koppelflöte    | 4′     |
| Oktave         | 2′     |
| Terzian II     | 1 3⁄5′ |
| Quintzimbel II | 2⁄3′   |

| Fernwerkpedal C–f1 |     |
| Gedecktbass        | 16′ |
| Hohlflötenbass     | 8′  |
| Dolcan             | 4′  |

| Pedalwerk C–f1    |     |
| Grand Bourdon     | 32′ |
| Prinzipal         | 16′ |
| Kontrabass (Holz) | 16′ |
| Subbass           | 16′ |
| Zartbass (SW)     | 16′ |
| Oktavbass         | 8′  |
| Gedecktbass       | 8′  |
| Choralbass        | 4′  |
| Mixturbass IV     | 4′  |
| Posaune           | 16′ |
| Bombarde          | 8′  |
| Clairon           | 4′  |

- Koppeln: SW/HW, OW/HW, FW/HW, OW/SW, FW/SW, FW/OW, HW/P, SW/P, OW/P, FW/P
- Spielhilfen: Hauptpedal ab, 2 freie Kombinationen, Walze, Tutti labial, Tutti lingual, Tutti general

Gegen Ende der 1970er Jahre wurde die Voit/Hess-Orgel zunehmend störanfällig. Eine aufwändige Generalsanierung wurde verworfen, lediglich das Fernwerk erhielt um 1979 herum eine grundlegende Überholung. Mitte der 1980er plante man schließlich, die in Bulach vorhandenen Reste der Silbermann-Orgel zurückzukaufen. Fehlende Teile sollten in einem mit den beiden Silbermann-Orgeln der Prediger- oder Leonhardskirche in Basel vergleichbaren Projekt rekonstruiert werden. Dieses Unternehmen gelangte, wie auch ein vom Denkmalamt vorgeschlagener Neubau eines „deutsch-romantischen“ Klangkonzeptes mit Weiterverwendung aller erhaltenen Register Voits, nicht zur Ausführung.

### Rohlf-Orgel von 1990
Im August 1988 unterzeichnete Johannes Rohlf aus Neubulach einen Vertrag mit dem Ziel, unter Verwendung einiger Voit-Pfeifen eine neue Hauptorgel zu erstellen. Sie sollte aus 31 Registern auf drei Manualen und Pedal bestehen, eine laut dem erzbischöflichen Orgelinspektor Martin Dücker „für die fast kammermusikalisch zu nennenden akustischen Verhältnisse der Stiftskirche vertretbare Vorgehensweise“. Insgesamt neun Register stammten letztendlich aus dem Vorgängerinstrument, zudem erhielt die Rohlf-Orgel zwei Kanaltremulanten sowie das Effektregister Nachtigall. Die Trakturen wurden mechanisch ausgeführt, das Pedalwerk platzierte man im wieder geöffneten Turmbogen. Das Gehäuse orientierte sich gestalterisch an Silbermanns Formen und Dimensionen. Die Orgel wurde am 23. Dezember 1990 im Rahmen eines Festgottesdienstes eingeweiht. Im Frühjahr 2006 wurde die Hauptorgel gereinigt und klanglich gemildert.
Auf dem Mittelturm des großen Pfeifenprospekts thront eine aus Holz geschnitzte, farbenfroh bemalte Marienfigur mit Jesuskind. Ob sie bereits im Rahmen des barocken Wiederaufbaus der Stiftskirche um 1752 oder erst zur Regotisierung um 1867 entstanden ist, lässt sich nicht mehr nachvollziehen. Die lebensgroße Figur umgibt ein ausladender Strahlenkranz, der an eine Sonne erinnert, während zu Marias Füßen eine Mondsichel lehnt – eine Symbolik, die laut Bibel auf eine Vision aus der Offenbarung des Johannes zurückgeht.
| I. Rückpositiv C–g3 |             |        |
| 1.                  | Rohrflöte   | 8′     |
| 2.                  | Principal   | 4′     |
| 3.                  | Koppelflöte | 4′     |
| 4.                  | Nasard      | 2 ⁄3′  |
| 5.                  | Octave      | 2′     |
| 6.                  | Terz        | 1 3⁄5′ |
| 7.                  | Quinte      | 1 ⁄3′  |
| 8.                  | Mixtur III  | 1′     |
| 9.                  | Cromorne    | 8′     |
|                     |             |        |
|                     | Tremulant   |        |

| II. Hauptwerk C–g3 |                   |       |   |
| 10.                | Bourdon           | 16′   | V |
| 11.                | Principal         | 8′    |   |
| 12.                | Gemshorn          | 8′    | V |
| 13.                | Octave            | 4′    |   |
| 14.                | Holzflöte         | 4′    |   |
| 15.                | Quinte            | 2 ⁄3′ |   |
| 16.                | Octave            | 2′    |   |
| 17.                | Mixtur IV         | 1 ⁄3′ |   |
| 18.                | Cornett V (ab c1) | 8′    |   |
| 19.                | Trompete          | 8′    |   |

| III. Echo C–g3 |                 |       |   |
| 20.            | Bourdon         | 8′    | V |
| 21.            | Dulciana        | 8′    | V |
| 22.            | Traversflöte    | 4′    |   |
| 23.            | Flageolett      | 2′    |   |
| 24.            | Sesquialter II  | 2 ⁄3′ |   |
| 25.            | Basson-Hautbois | 8′    |   |
|                | Tremulant       |       |   |
|                | Nachtigall      |       |   |

| Pedalwerk C–f1 |                 |     |   |
| 26.            | Subbass         | 16′ | V |
| 27.            | Octave          | 8′  | V |
| 28.            | Octave          | 4′  | H |
| 29.            | Mixtur IV       | 4′  | H |
| 30.            | Bombarde (Holz) | 16′ |   |
| 31.            | Trompete        | 8′  |   |

- Koppeln: I/II, III/II, I/P, II/P, III/P
- Anmerkungen

V = Übernahme aus Voit (1905)
H = Übernahme von Hess (1954)
Das Fernwerk, das vom vierten Manual der Voit/Hess-Orgel aus anspielbar war, wurde 1954 durch Hess als sogenannte Evangelienorgel aufgestellt und ist bis heute erhalten. Es hat zehn Register auf einem Manualwerk und Pedal. Nach rund 20 Jahren Stillstand wurde das Fernwerk im März 2009 reaktiviert. Dabei wurde die elektrische Traktur überarbeitet und um eine zusätzliche MIDI-Schnittstelle ergänzt. Alternativ kann das Fernwerk mittels optoelektronischer Kontakte auch wieder vom dritten Manual der Rohlf-Orgel gespielt werden.
| Fernwerk C–g3 |                |        |
| 1.            | Metallflöte    | 8′     |
| 2.            | Quintadena     | 8′     |
| 3.            | Praestant      | 4′     |
| 4.            | Koppelflöte    | 4′     |
| 5.            | Oktave         | 2′     |
| 6.            | Terzian II     | 1 3⁄5′ |
| 7.            | Quintzimbel II | 2⁄3′   |

| Fernwerkpedal C–f1 |                |     |
| 8.                 | Gedecktbass    | 16′ |
| 9.                 | Hohlflötenbass | 8′  |
| 10.                | Dolcan         | 4′  |

Für Gottesdienste und Orchestermessen an hohen Feiertagen erwarb man 1998 zudem eine elektronische Orgel, die über 30 Register verfügt. Sie ist im Chorraum neben dem barocken Chorgestühl aufgestellt.

## Glocken

### Frühere Geläute
Auch am Geläut der Stiftskirche spiegelt sich der Gang der Geschichte. So verfügte Markgraf Philipp I. in einem Erlass 1512, dass „für alle Zeiten freitags um 11 Uhr zum Gedächtnis an Leiden und Tod Christi eine Glocke läuten solle“. Dieser Dienst wird heute von der Ave-Maria-Glocke verrichtet.
Der Stadtbrand am 24. August 1689 entzündete den Turm, die Hitze ließ die sechs vorhandenen Glocken schmelzen. Zahlreiche Unterlagen wurden durch das Feuer vernichtet, weshalb keine Details über Art und Umfang der Geläute vor dieser Zeit bekannt sind. Es ist jedoch anzunehmen, dass die Stiftskirche bereits im Mittelalter über mehrere Glocken verfügte. Im Zuge des Wiederaufbaus schuf der Gießer Valentin Allgeyer aus Straßburg im Jahr 1700 die Elfuhrglocke und die Ratsglocke, die in den Stadtgeschichtlichen Sammlungen erhalten sind. Sie entstanden aus der Bronze des beim Stadtbrand geschmolzenen Geläuts. Obwohl eine der Jahresangaben irrtümlich auf 1688 hinweist, erinnert ein Teil der Inschrift der Elfuhrglocke eindrücklich an dieses Ereignis:
Danach kam es je nach Finanzlage und Bedarf gelegentlich zu Neubeschaffungen. So fertigte Ludwig Gußmann aus Pforzheim 1716 die Zwölfuhrglocke. Die in der Turmlaterne hängende Schied- oder Totenglocke aus dem Jahr 1728 war ein Werk von Johann Baptist Allgeyer aus Straßburg. In den Dachreiter auf dem Chor zog schließlich 1791 das Messglöckchen ein, das Froschauer und Gachot in Rastatt geschaffen hatten, wo es bis heute überdauert hat und seit 2007 mit einer Läutemaschine versehen ist. Die Gebrüder Bayer aus Freiburg steuerten 1822 die Marienglocke bei. Während der Regotisierungsarbeiten der Stiftskirche erhielt sie 1862 vier weitere Glocken, die Carl Rosenlächer in Konstanz gegossen hatte.
Von diesem Geläut blieb nach den Metallabgaben des Ersten Weltkriegs lediglich die 52 Zentner schwere Christusglocke erhalten. Auf Vorschlag des Kirchenmusikdirektors Otto Schäfer ließ die Gemeinde 1935 durch die Villinger Gießerei Benjamin Grüninger ein achtstimmiges Geläut hinzugießen, das eine H-Dur-Tonleiter mit Unterterz bildeten. Ebenso wurde ein Glockenstuhl samt Jochen aus Walzstahl errichtet. Im Zuge des Zweiten Weltkriegs musste das Geläut 1942 bis auf die kleinste Glocke wieder abgegeben werden.

### Junker-Geläut von 1948
Nach Kriegsende wurde Otto Schäfer erneut mit der Beschaffung eines Geläuts beauftragt. Die Wahl fiel auf die Gießerei Albert Junker in Brilon, die eine Lieferzeit von rund acht bis neun Monaten in Aussicht stellte. Die Disposition wurde vom Grüninger-Geläut übernommen, das Gesamtgewicht der neun Glocken sollte mehr als 13 Tonnen betragen. Deren Inschriften verfasste der Baden-Badener Dichter Reinhold Schneider unter Vorgabe der Patrone.
Das Elektrolytkupfer für den Glockenguss stammte aus abgewrackten U-Booten der Kriegsmarine. Es wurde von den Stadtwerken Baden-Baden, die gleichzeitig eine Lieferung für den Fahrdraht der städtischen Obuslinien orderte, im Frühjahr 1948 beschafft und kostete 240.000 Reichsmark. Die von Junker verwendete Silizium-Bronze-Legierung war auch unter dem Namen „Briloner Sonderbronze“ bekannt. Die Kosten für den Guss samt Überführung und Montage beliefen sich nach der Währungsreform auf rund 30.000 Deutsche Mark. Die Glocken wurden am 17. Oktober 1948 durch Stadtpfarrer Hugo Heiler auf dem Marktplatz geweiht, das Erstgeläut erfolgte sechs Tage darauf. Der Walzstahlglockenstuhl von 1935 wurde wiederverwendet. Aufgrund ihres schönen Klangs bezeichneten Wettbewerber Junkers die Glocken damals bisweilen als „Reklamegeläute“.
Im Zuge der Kirchenrenovierung zwischen 2020 und 2023 sanierte man auch das Glockengeschoss. In den Fenstern wurden die Schallläden ausgetauscht. Die Glocken erhielten zudem Eichenholzjoche und neue Klöppel, was nicht nur die Schwingungen im Turm reduzieren, sondern auch für einen weicheren Klang sorgen sollte.
| Nr. | Name          | Gussjahr | Gießer und Gussort             | Durchmesser (mm) | Gewicht (kg) | Schlagton (HT-1⁄16) | Inschrift |
| --- | ------------- | -------- | ------------------------------ | ---------------- | ------------ | ------------------- | --- |
| 1   | Christ-König  | 1948     | Albert Junker, Brilon          | 1.980            | 4.250        | gis0 −3             | CHRIST-KÖNIG. / ES HERRSCHT DER HERR. SEIN REICH BRACH AN / DES FEINDES ZEICHEN SCHWANKT UND FÄLLT. / IN CHRISTUS SEI DER TAG GETAN, / DER KÖNIG ÜBERSIEGT DIE WELT.                               |
| 2   | Ave Maria     | 1948     | Albert Junker, Brilon          | 1.670            | 2.502        | h0 +1               | AVE MARIA. / ICH RUFE, DIE DAS HEIL GEBRACHT, / ALS SIE DES ENGELS WORT GEGLAUBT. / VERTRAUT EUCH GLÄUBIG IHRER MACHT, / DIE NIEDERTRITT DES DRACHEN HAUPT.                                        |
| 3   | St. Josef     | 1948     | Albert Junker, Brilon          | 1.480            | 1.796        | cis1 −3             | ST. JOSEF. / GEHORSAM KÜND ICH, DER NIE WANKT, / IN LEID UND STERBEN SCHUTZ UND HORT. / AM AUFRUHR IST DIE WELT ERKRANKT: / BEFEHLT EUCH IN DAS EWIGE WORT!                                        |
| 4   | St. Petrus    | 1948     | Albert Junker, Brilon          | 1.320            | 1.317        | dis1 ±0             | ST. PETRUS. / DEM FELSEN EHRE, DARAUF GOTT GEBAUT! / FEST STEHT DAS HAUS, WIE AUCH DIE HÖLLE FLAMMT! / GOTT SCHÜTZE, DEM ER PETRI AMT VERTRAUT! / SANKT PETER LEBT IN IHM UND EHERN WÄHRT DAS AMT. |
| 5   | St. Paulus    | 1948     | Albert Junker, Brilon          | 1.250            | 1.116        | e1 +1               | ST. PAULUS. / GEIST, DER WIE BLITZESLEUCHTEN SCHEINT, / DER PAULUS IN DIE HERRLICHKEIT ERHOB. / DIE VÖLKER ALLE WECKE DIR ZUM LOB; / SEI DU DER FRIEDE, DER UNS EINT!                              |
| 6   | St. Bernhard  | 1948     | Albert Junker, Brilon          | 1.110            | 788          | fis1 ±0             | ST. BERNHARD. / SANKT BERNHARD, SCHWERT UND LILIE, HALTE WACHT! / DIE REINSTE MACHT IST AUCH DIE STÄRKSTE MACHT!                                                                                   |
| 7   | St. Elisabeth | 1948     | Albert Junker, Brilon          | 990              | 579          | gis1 +2             | ST. ELISABETH. / DER ARMEN TROST, DER HEIMATLOSEN STERN, / O SEGNE UNS ZUR ARMUT UNSRES HERRN! |
| 8   | St. Anna      | 1948     | Albert Junker, Brilon          | 880              | 393          | ais1 +5             | ST. ANNA. / WENN ALLE MÜTTER SICH ZUR HEILIGEN MUTTER FINDEN, / WIRD GOTTES REICH DIE ERDE ÜBERWINDEN!                                                                                             |
| 9   | Schutzengel   | 1948     | Albert Junker, Brilon          | 830              | 331          | h1 +4               | SCHUTZENGEL. / ZU DEINEM STARKEN ENGEL HÖR MICH FLEHN: / ER STEHT VOR GOTT, WIE DU WIRST VOR IHM STEHN!                                                                                            |
| 10  | Messglöckchen | 1791     | Froschauer und Gachot, Rastatt | 310              | ca. 50       | d3                  | SANCTE PETRE / ORA PRO NOBIS / GEGOSSEN VON / FROSCHAUER UND GACHOT / ZU / RASTATT 1791. |

Inschrift um die Schulter der Glocken 1 bis 9: GEGOSSEN, DA PIUS XII. PAPST IN ROM, WEIHBISCHOF WILHELM BURGER KAPITULARVIKAR IN FREIBURG, HUGO HEILER STADTPFARRER IN BADEN-BADEN WAR, VON ALBERT JUNKER IN BRILON 1948.